# Stazione di Milano Centrale
La stazione di Milano Centrale è la principale stazione ferroviaria della città di Milano.
Situata a circa tre chilometri dal Duomo, con un traffico giornaliero di oltre 320 000 passeggeri e un movimento di oltre cinquecento treni al giorno, è la principale stazione ferroviaria del capoluogo lombardo, la seconda d'Italia per flusso di passeggeri (dopo Roma Termini) e una delle principali stazioni ferroviarie d'Europa, nonché la più grande per volume.
Costruita su progetto dell'architetto Ulisse Stacchini, fu inaugurata il 1º luglio 1931 in sostituzione della precedente stazione Centrale, risalente al 1864 e che sorgeva nell'attuale piazza della Repubblica, divenuta ormai insufficiente ad assorbire l'aumento del traffico ferroviario. La gestione degli impianti è affidata a Rete Ferroviaria Italiana (RFI), società del gruppo Ferrovie dello Stato, che classifica la stazione nella categoria "Platinum", mentre quella delle aree commerciali del monumentale fabbricato viaggiatori è di competenza di Grandi Stazioni. Nel novembre 2010 lo scalo è stato intitolato a santa Francesca Cabrini (1850-1917), fondatrice della congregazione delle Missionarie del Sacro Cuore di Gesù.

## Storia

### Commissioni sul riordinamento ferroviario di Milano (1898-1905)

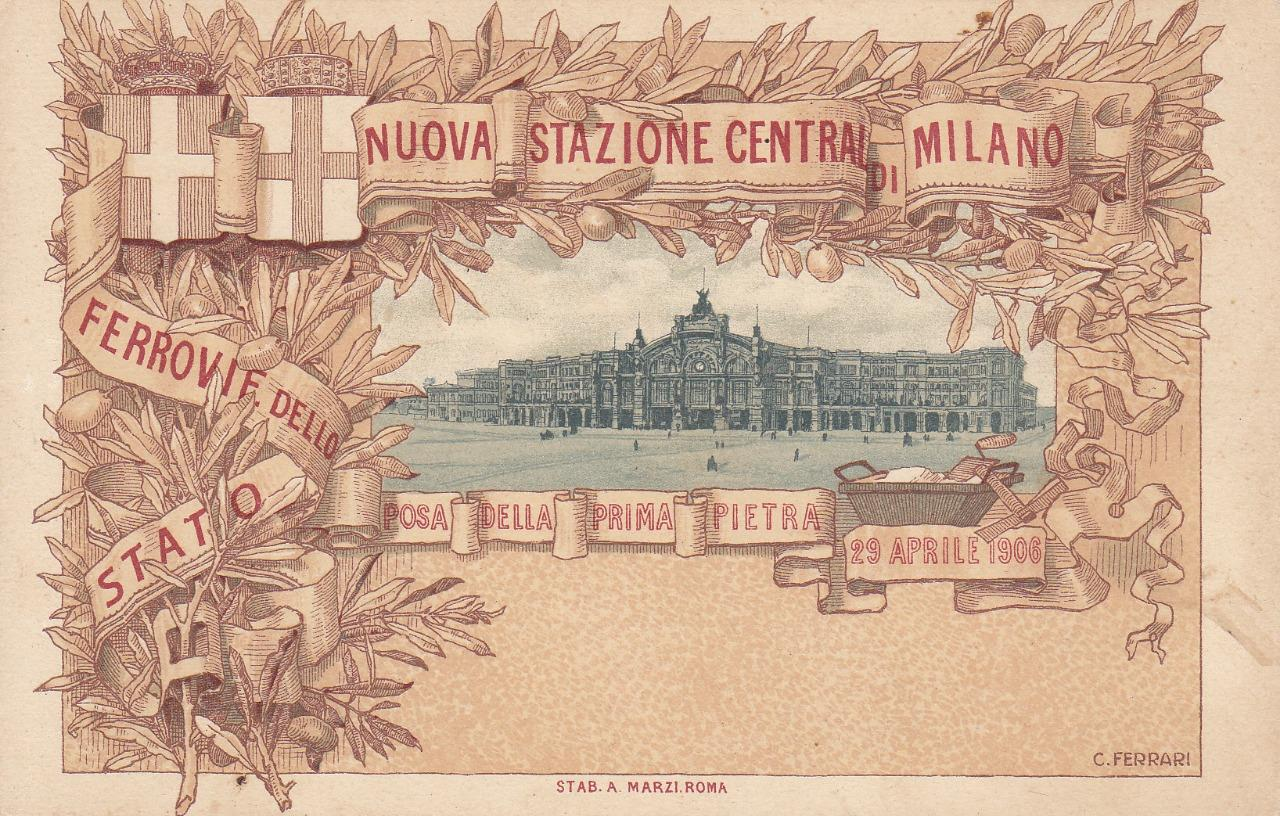
Cartolina commemorativa della posa della prima pietra della Stazione Centrale, 29 aprile 1906

Fin dal 1898 risultò evidente per Milano l'inadeguatezza degli impianti ferroviari di cui era dotata, particolarmente lampante nel caso della Stazione Centrale, attivata trentaquattro anni prima, ma già insufficiente a rispondere al crescente numero di viaggiatori. Il Ministero dei Lavori Pubblici nominò pertanto il 9 febbraio 1898 una Commissione governativa di riforma col mandato di studiare i provvedimenti necessari alla sistemazione definitiva del servizio ferroviario di Milano per rispondere alle esigenze del traffico che si poteva presumere nel ventennio successivo; la Commissione teneva anche conto della imminente apertura del nuovo tunnel ferroviario del Sempione, poi concluso nel 1905, che avrebbe contribuito a un ulteriore incremento della circolazione ferroviaria. I termini della commissione del 1898 vennero specificati in un Decreto del 13 ottobre 1902, presidente il senatore Rossi, che un mese dopo presentava al Ministero una relazione degli studi compiuti nella quale si analizzavano le tabelle di potenzialità del traffico negli anni 1896, 1905 e 1920 ricavate su statistiche relative al periodo 1867-1900. Per la parte relativa al traffico ferroviario di Milano il decreto proponeva, fra i vari esaminati, un progetto D prodotto internamente che prevedeva, fra le altre cose:
- la costruzione di una nuova grandiosa stazione passeggeri di testa, da ubicarsi a nord di quella esistente sui terreni del Trotter; conseguente abbandono della vecchia Centrale e del tratto di linea fra di essa e il bivio dell'Acquabella con cessione delle relative sedi ferroviarie per la costruzione di strade e abitazioni;[6]
- la costruzione di una nuova stazione merci a Porta Vittoria da collegarsi con una nuova stazione posta fra il bivio dell'Acquabella e la stazione di Rogoredo[7] (poi realizzata nell'anno 1911).

In seguito alla costituzione dell'azienda autonoma delle Ferrovie dello Stato nel 1905, il direttore generale Riccardo Bianchi predispose un progetto di riforma dell'intero nodo ferroviario milanese, che sostanzialmente corrisponde ancora oggi all'infrastruttura ferroviaria in superficie: era prevista la creazione di una linea di cintura più esterna e posta in rilevato, e di una nuova stazione centrale, più ampia e a struttura di testa. Il piano di riordino fu redatto parallelamente al nuovo piano di ampliamento della città.
Il 29 aprile 1906, in occasione dell'inaugurazione dell'Esposizione internazionale del Sempione, alla presenza dei Sovrani, dei rappresentanti del Governo, delle autorità civili, militari e religiose venne posta solennemente la prima pietra della nuova stazione prevista circa 600 metri a nord della vecchia, nell'area dell'ex Trotter, ovvero il primordiale campo sportivo utilizzato per le partite di casa del Milan.
Contemporaneamente, venne indetto un concorso architettonico per il disegno delle facciate, da applicarsi su uno schema funzionale già definito dagli uffici delle FS, comprendente un albergo integrato nella facciata del fabbricato viaggiatori. Il concorso rimase tuttavia senza esito, per i ripensamenti dell'amministrazione ferroviaria.

### Secondo concorso (1912)
(Ulisse Stacchini)

La stazione in costruzione negli anni venti del XX secolo

La stazione di Milano Centrale in costruzione in una foto degli anni venti

Nel 1912 venne indetto un nuovo concorso, che si basava però su un nuovo schema funzionale ispirato alle stazioni di Lipsia e Stoccarda: al posto dell'albergo si sarebbe però realizzata una galleria coperta accessibile ai veicoli (la "galleria delle carrozze"). Seguendo l'impianto teutonico - che però era pensato come punto di convergenza di due differenti reti ferroviarie, la prussiana e la sassone - la stazione avrebbe avuto una dualità funzionale degli impianti: biglietterie, sale d'attesa, rampe d'accesso e d'uscita, anche se a Milano era adibito alle biglietterie anche un ampio salone centrale. Il concorso venne vinto dall'architetto Ulisse Stacchini, ma i lavori preliminari furono presto interrotti a causa dello scoppio della prima guerra mondiale e delle successive incertezze legate alla situazione economica.

### Ripresa e conclusione dei lavori (1925-1931)

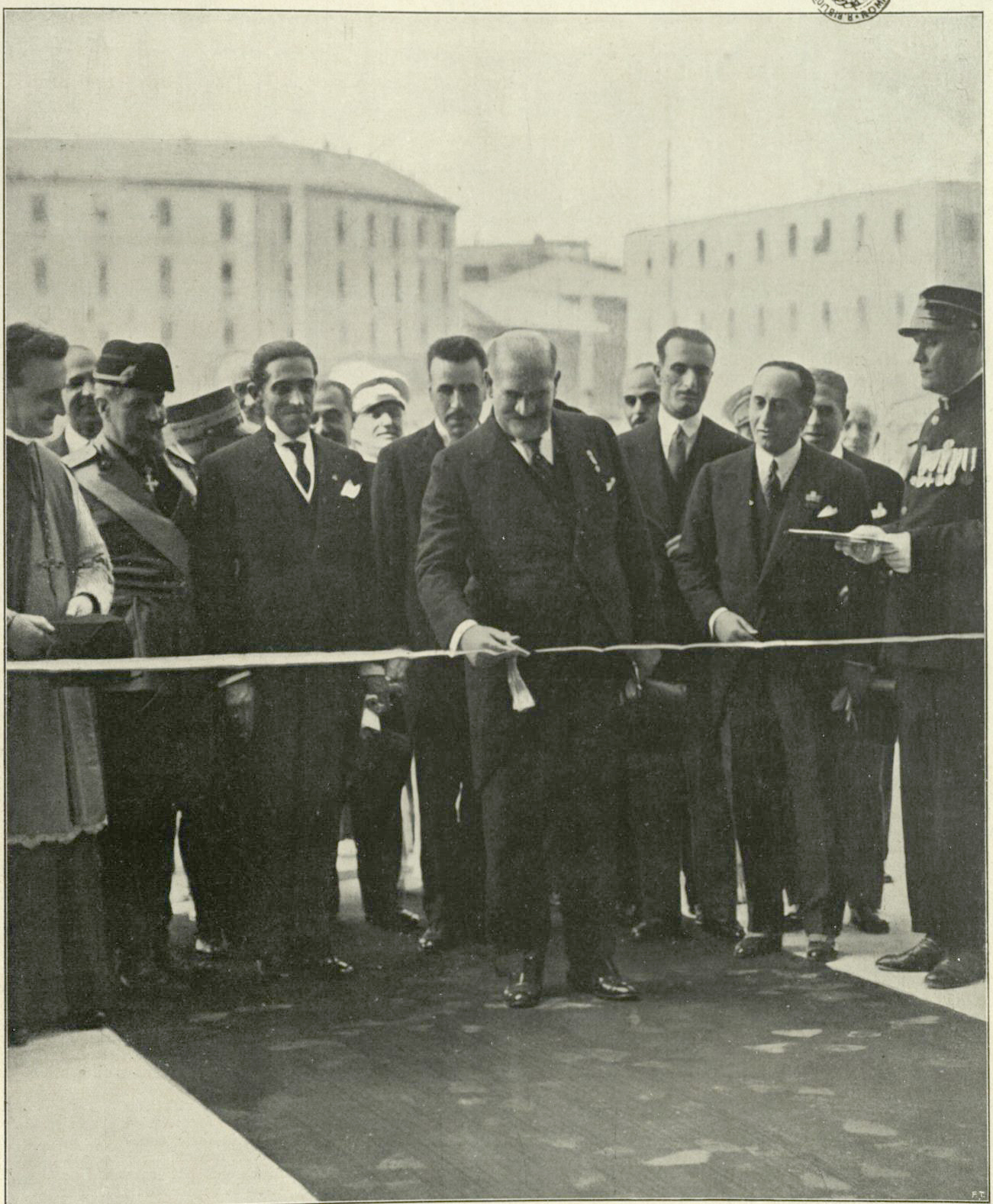
1º luglio 1931: Costanzo Ciano inaugura la nuova Stazione Centrale di Milano

Per tutta la durata della guerra e per gli anni subito successivi, i modelli in gesso della nuova stazione sarebbero rimasti accantonati nei corridoi dell'Ufficio Direzione dei Lavori. Quando questi sarebbero stati ripresi in considerazione, malgrado fossero nel contempo mutati spirito e condizioni in cui attuare la gigantesca riforma ferroviaria, non si volle minimamente rimettere in discussione quanto elaborato fino ad allora, se non nella forma ultima del fabbricato (lo Stacchini sarebbe infatti stato più volte impegnato nella rielaborazione del progetto del 1912, che si rese via via sempre più imponente e magniloquente, fino alla versione definitiva del 1925; le stesse originarie pensiline metalliche vennero in questa sede sostituite dalle enormi arcate metalliche attuali, la maggiore delle quali misura 72 metri di luce). Fu al contrario la stessa amministrazione comunale nel 1924, sotto la guida del sindaco Luigi Mangiagalli, a spingere per una rapida ripresa dei lavori.

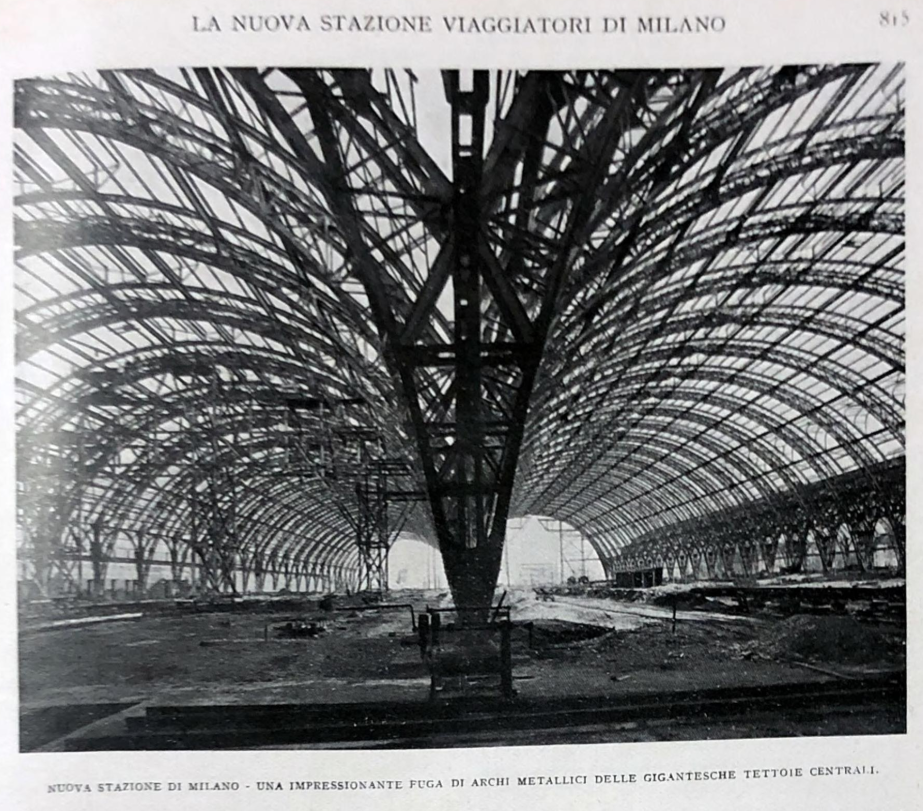
Stazione Milano Centrale nel 1930

Lapidaria ed emblematica la conclusione sulla questione della nuova Stazione Centrale nell'analisi dell'architetto novecentista De Finetti:
(De Finetti, p. 161)
Dopo la ripresa dei lavori, sempre maggiormente appoggiata dall'amministrazione, la stazione venne inaugurata il 1º luglio 1931 dal Ministro delle Comunicazioni Costanzo Ciano e da mons. Giacinto Tredici, vicario generale dell'arcidiocesi. Mussolini desiderava inaugurarla di persona, ma quando il cardinale Alfredo Ildefonso Schuster, arcivescovo di Milano, decise di non partecipare all'evento per protesta contro le persecuzioni fasciste nei confronti dell'Azione Cattolica e di farsi rappresentare dal suo vicario, decise di delegare il ministro delle Comunicazioni.

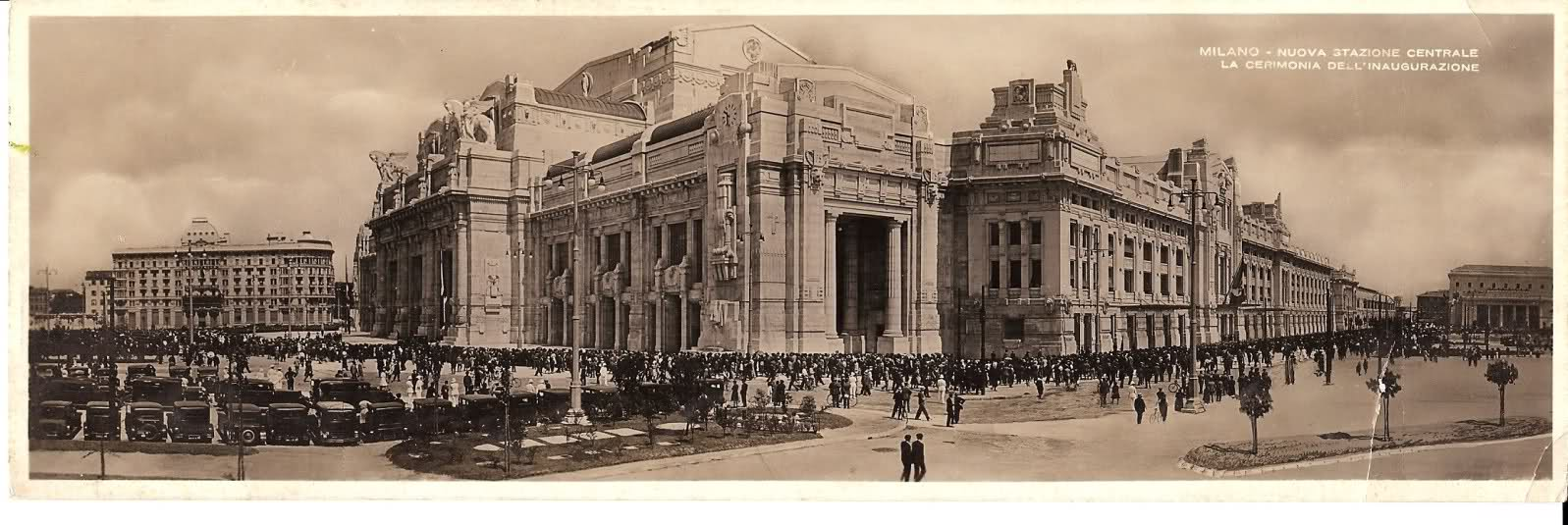
L'inaugurazione della stazione, nel 1931

### Il Padiglione reale

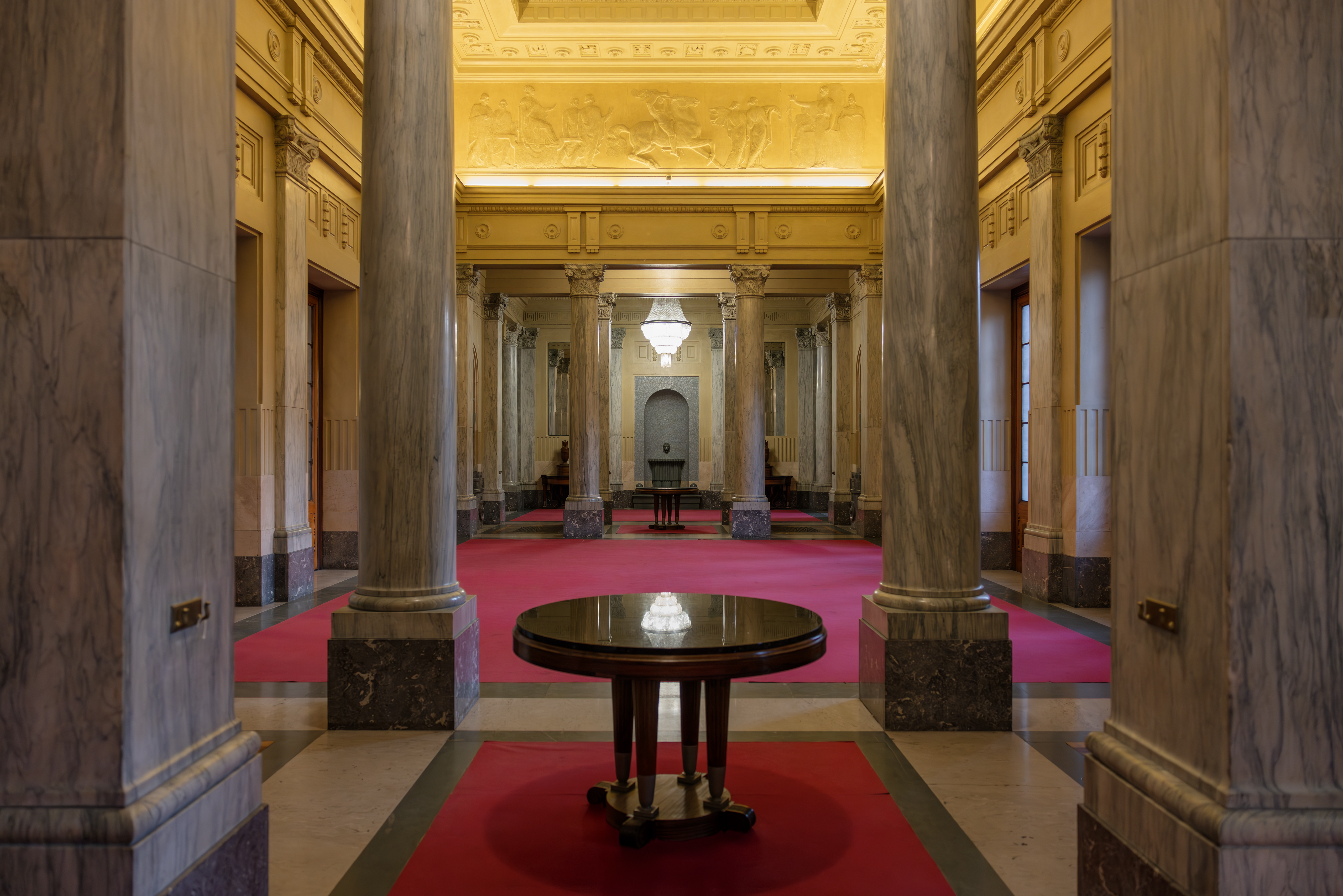
Sala Reale, collocata al piano superiore

Appendice della stazione inaugurata nel 1931 è il Padiglione reale, progettato dall'architetto Stacchini per essere utilizzato come sala d'attesa privata del sovrano, della sua famiglia e della corte. Si trova all'estremità est del fabbricato laterale (lato piazza Luigi di Savoia). Sopra l'ingresso, verso la tettoia fa mostra di sé un trittico in ceramica di Basilio Cascella con soggetti raffiguranti Umberto I Biancamano, Vittorio Emanuele II e Mussolini che presenta l'Italia fascista a Vittorio Emanuele III a cavallo. Il Padiglione è distribuito su due piani, per un totale di 1093 metri quadrati: la Sala delle armi al piano terra, decorata con bassorilievi a tema bellico e con diversi tipi di marmo (verdello di Verona, onice giallo di Chiampo e paonazzetto di Carrara), e la vera e propria Sala reale al piano superiore, affacciata con uscita diretta sul binario 21, da cui partiva il treno reale. Le due sale sono collegate da un ampio scalone in marmo a doppia rampa. Al centro del soffitto un grande lampadario a raggiera con 10 punti luce. Al piano superiore prevalgono decori di ispirazione neoclassica (colonne con capitelli corinzi, pavimenti a intarsio), mescolati ad elementi déco (una fontana in marmo, mosaici, arredi in legno scuro e lampadari in vetro di Murano). Di giorno la sala riceve la luce dalle grandi finestre e da un velario. Nel bagno della sala reale, dietro uno specchio, era stata progettata anche una uscita "segreta" attraverso una scala a chiocciola che porta direttamente all'esterno della stazione, da cui il re poteva mettersi in salvo in caso di pericolo.
La Sala reale veniva anche usata come sala di rappresentanza della Casa regnante, per ricevere ospiti illustri in arrivo. Durante la seconda guerra mondiale e negli anni del dopoguerra, il Padiglione non è stato più utilizzato. Dopo il referendum istituzionale del 1946, è stato denominato Sala presidenziale e da allora adibito a spazio per mostre ed eventi. È stato criticato il fatto che è raramente aperta al pubblico.

### Deportazione degli ebrei

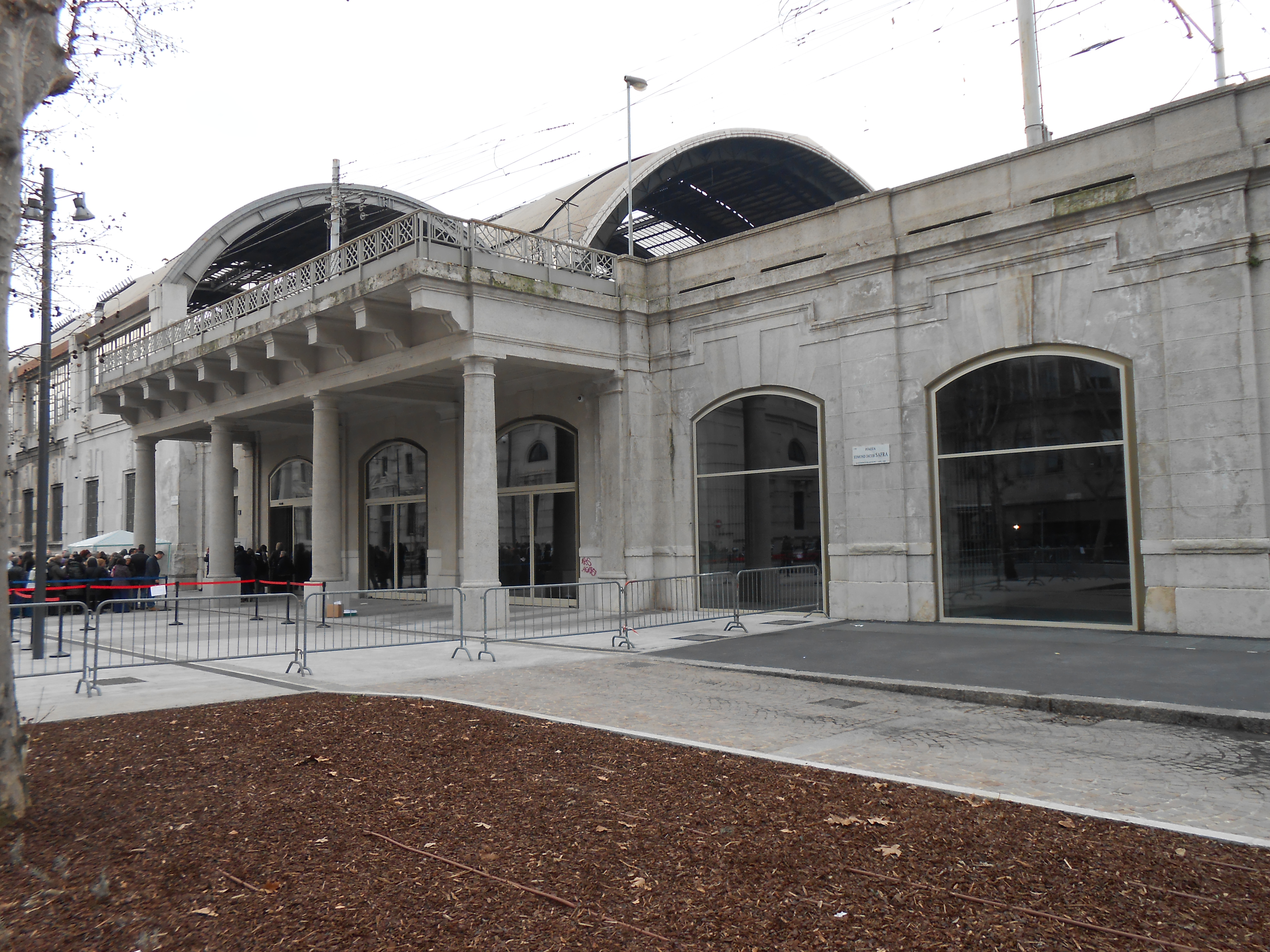
Il memoriale della Shoah in piazza Edmond Safra

Durante la seconda guerra mondiale, negli anni della Repubblica Sociale Italiana, il binario 21 dell'epoca (che non corrisponde all'attuale binario 21 della stazione in quanto era situato al piano stradale, quindi al livello inferiore rispetto a quelli della stazione passeggeri; quei binari venivano normalmente usati per il trasporto merci e postale) venne utilizzato per l'avvio dei treni merci che deportavano gli ebrei italiani verso i campi di concentramento e sterminio. Un primo convoglio di 250 deportati partì il 6 dicembre 1943. Il 30 gennaio 1944 più di 600 ebrei del Nord Italia, già rinchiusi nel carcere di San Vittore, furono avviati al lager. Dopo sette giorni di viaggio in condizioni disumane, all'arrivo ad Auschwitz, 500 di loro vennero selezionati per le camere a gas. Ulteriori treni carichi di deportati presero la via di Auschwitz, dal binario 21, fino al maggio 1944. Il 27 gennaio 2013, dopo lavori iniziati nel 2009, è stato inaugurato nei pressi del binario 21 il Memoriale della Shoah che fa capo alla Fondazione Memoriale della Shoah il cui presidente è il giornalista Ferruccio de Bortoli.

### Secondo dopoguerra
Nonostante la stazione fosse stata inaugurata meno di venti anni prima, già al termine della seconda guerra mondiale erano evidenti numerosi elementi di inadeguatezza, soprattutto al confronto con le stazioni costruite negli anni successivi (Firenze Santa Maria Novella, Roma Termini): oltre all'aspetto estetico, decisamente non rispondente al gusto dell'epoca, era criticata la scarsa accessibilità ai binari, dovuta alla differenza di quota fra questi e le strade cittadine.
Pertanto nel 1952 le Ferrovie dello Stato installarono un sistema di scale mobili per collegare i diversi livelli: ciò causò la modifica delle biglietterie, che vennero divise in due metà separate dalle nuove scale centrali.
Nel 1953 le FS bandirono un concorso architettonico per una modifica radicale del fabbricato; il concorso venne vinto dagli architetti Minoletti e Gentili Tedeschi, che proposero la costruzione di un grattacielo addossato alla facciata. Ma al concorso non seguì alcuna modifica, anche perché la Stazione Centrale venne sussidiata, a partire dagli anni sessanta, dalla nuova stazione di Porta Garibaldi.
Nel 1970 diventa la terza stazione ferroviaria di Milano (dopo Milano Cadorna e Milano Lambrate) ad avere l'interconnessione con la metropolitana, grazie all'inaugurazione della fermata Centrale FS della linea M2.
Nel 1984, il traffico per due giorni viene deviato nelle principali stazioni di porta e di cintura della città per permettere l'attivazione di un unico impianto ACEI a pulsanti per la gestione del traffico ferroviario, manovrato da 61 operatori la cui cabina, sopraelevata, trova posto sul lato est del piazzale all'ingresso delle coperture; prima di allora il movimento dei convogli nella stazione veniva regolato attraverso sette cabine sparse nel piazzale, ciascuna dotata di un apparato centrale elettrico costruito da Westinghouse Electric, gestite in successione da 136 operatori. Due delle sette cabine, la A e la C, sopraelevate, sono tuttora presenti al centro del piazzale binari di ingresso alle coperture.
Nel 1990 Milano Centrale diventa, dopo Milano Cadorna, la seconda stazione ferroviaria di Milano a essere servita da due linee di metropolitana, in quanto la fermata Centrale FS diventa punto di incrocio tra la linea M2 e la neonata linea M3.
Nel 1997, nell'ambito della realizzazione del passante ferroviario di Milano, viene inaugurata la fermata di Milano Repubblica, a breve distanza dalla stazione Centrale; si tratta di una sorta di rivalutazione del tracciato ferroviario che fu in servizio presso la vecchia stazione Centrale.

### Rifacimento del 2005-2010

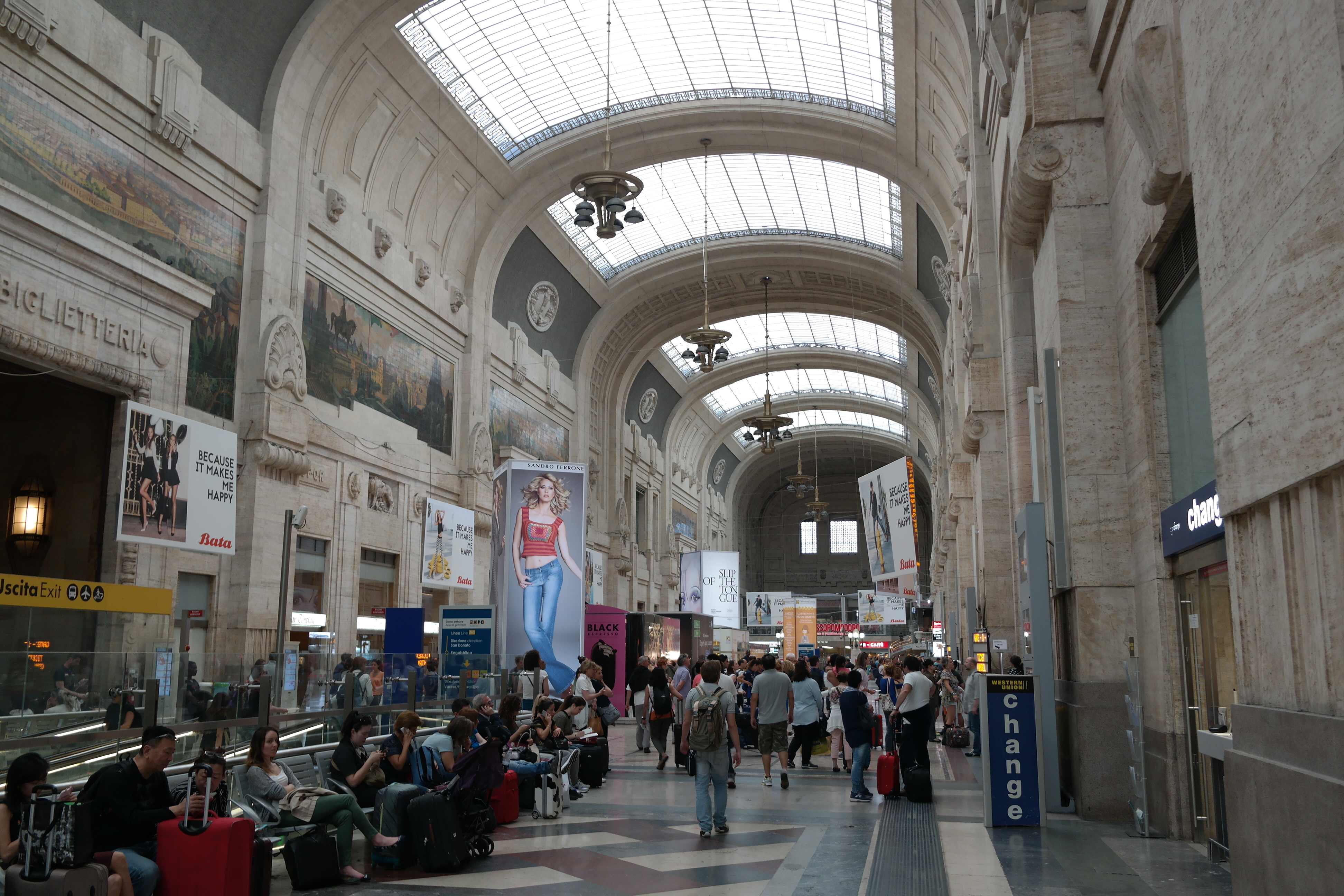
La "Galleria di testa"

La stazione è stata oggetto di importanti lavori di restauro e riqualificazione, iniziati ad agosto 2005, da parte di Grandi Stazioni, una società di Ferrovie dello Stato.
Il 30 settembre 2008 venne attivata la nuova biglietteria; l'inaugurazione ufficiale avvenne il successivo 14 dicembre 2008, in concomitanza con l'inaugurazione della linea ad alta velocità Milano-Bologna, ma diverse parti della stazione erano ancora oggetto di lavori in corso.
Il ridisegno della stazione, inizialmente progettato da Marco Tamino, già artefice della riqualificazione di Roma Termini (poi estromesso dalla direzione dei lavori) ha incluso la ripulitura dei fregi e delle decorazioni; la pedonalizzazione della Galleria delle Carrozze e lo spostamento all'esterno dei taxi; l'apertura di nuovi spazi all'interno della stazione, con lo spostamento delle biglietterie. La nuova stazione è stata criticata per i percorsi non lineari di attraversamento, che allungano i tempi per i passeggeri. Secondo l'architetto Stefano Boeri, il nuovo assetto «rende difficile l'orientamento e addirittura a volte lo spostamento fisico per chi ha fretta»..
Il progetto iniziale dell'architetto Tamino, che prevedeva soppalchi anche nella Galleria delle Carrozze e nell'Atrio Biglietteria per usi commerciali, è stato criticato da Italia Nostra e da un gruppo di cittadini e architetti di Milano, sostenuti dal consiglio di zona 2 e da alcuni consiglieri del Comune di Milano, che hanno ottenuto dalla Soprintendenza parziale accoglimento delle loro osservazioni. Il soppalco del Club Eurostar, attuale libreria Feltrinelli, è stato mantenuto all'altezza originaria per non tagliare la visuale delle mappe di alcune città italiane dipinte sulle pareti da Marcello Nizzoli. I soppalchi nella Galleria delle Carrozze e nell'Atrio Biglietteria sono stati vietati, come pure la chiusura in vetro della galleria.
Tuttavia i difetti sollevati sull'allungamento dei percorsi per i passeggeri sono rimasti in quanto l'obiettivo del progetto è la valorizzazione degli spazi commerciali davanti ai quali i passeggeri devono passare per raggiungere i treni. Non è più possibile raggiungere il piano dei treni con scale mobili dirette dal piano terreno, come in precedenza.
A conclusione dei lavori all'interno della stazione, il 13 novembre 2010, alla presenza del Sindaco di Milano Letizia Moratti e dei cardinali Dionigi Tettamanzi, Arcivescovo di Milano, e Tarcisio Bertone, Segretario di Stato, l'impianto è stato dedicato a Santa Francesca Cabrini, patrona dei migranti. Con l'occasione fu scoperta una lapide che testualmente recita: "Da questi binari tante volte si avventurò per le strade del mondo Francesca Cabrini (1850-1917) Santa per la fede cattolica, apostola di solidarietà per tutte le genti in cammino", anche se la santa non poté mai partire da quei binari, essendo la stazione aperta quattordici anni dopo la sua morte.

## Strutture e impianti
La stazione possiede ventiquattro binari tronchi dotati di paraurti "Rawie", numerati in ordine crescente da sinistra a destra rispetto alla visuale dal fabbricato viaggiatori, tutti utilizzati per il servizio passeggeri. I binari 1, 2, 3, 22, 23 e 24 sono più corti rispetto agli altri binari e vengono impiegati da servizi espletati con materiale rotabile di lunghezza contenuta.

### Architettura

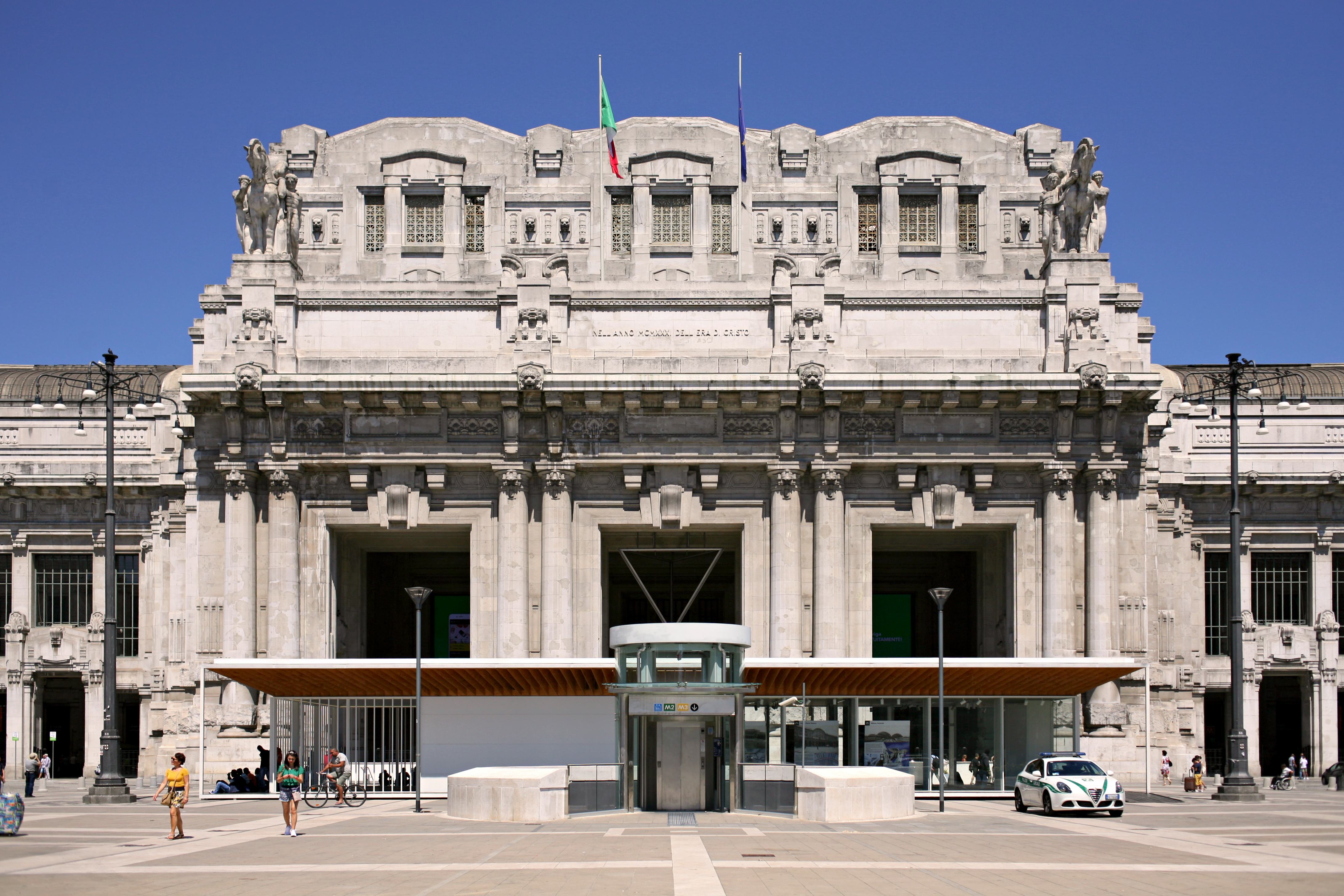
Sezione della facciata

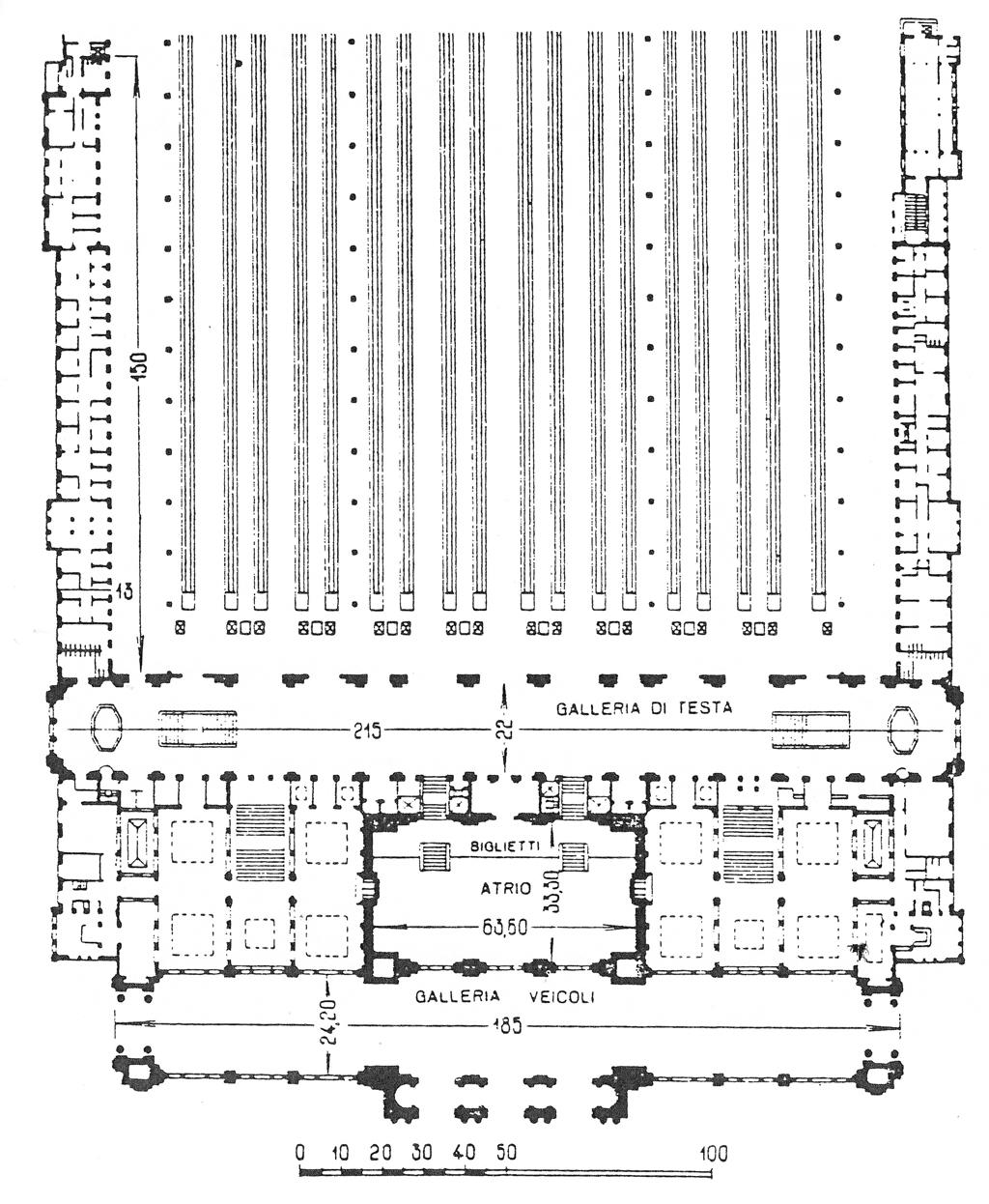
Pianta del fabbricato viaggiatori

La facciata monumentale prospiciente la piazza Duca d'Aosta è larga 200 metri; dietro e parallelamente a essa corre la "Galleria delle Carrozze". Spiccano sul terrazzo della "Galleria delle Carrozze" due cavalli alati, che rappresentano il «Progresso, guidato dalla volontà e dalla intelligenza» opere di Armando Violi.
La tettoia che copre i ventiquattro binari, composta da cinque volte in ferro e vetro e lunga 341 metri, è opera dell'ingegnere Alberto Fava. La tettoia centrale, la più grande, ha un luce di 72 metri ed è alta 33,30 metri. Lateralmente e simmetricamente a questa tettoia se ne trovano altre due di 44,90 metri di luce e 22 metri di altezza, affiancate entrambe da una tettoia minore di luce diversa ossia di 11,80 metri nella parte piazzale fiancheggiata dai corpi laterali e di 22,15 metri in quella esterna.

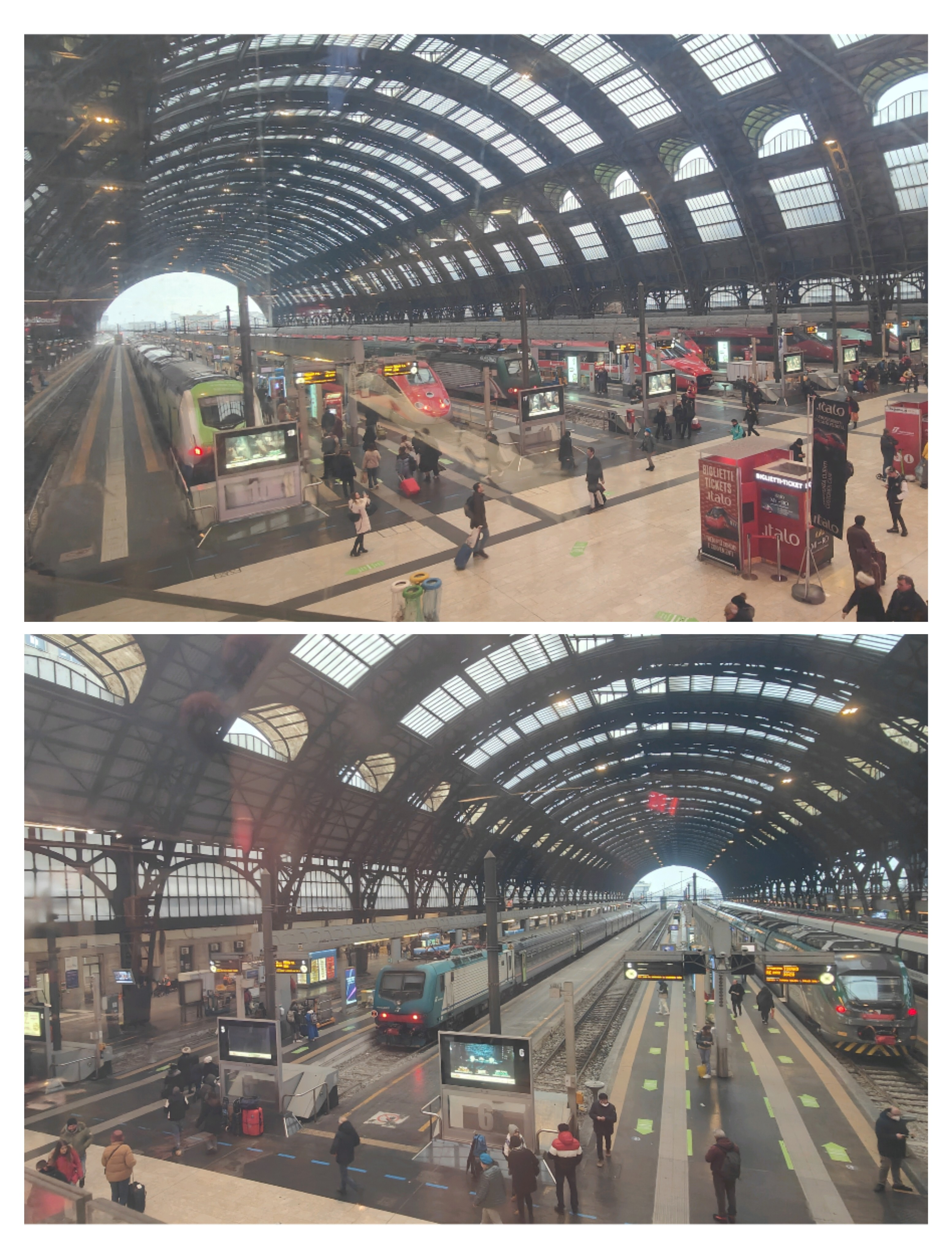
Panoramica galleria piano del ferro

La stazione non ha uno stile architettonico definito, ma è una miscela di diversi stili, in particolare Neoclassico, Liberty e Art déco uniti alla monumentalità dell'architettura fascista. I grandi ambienti pubblici della stazione (galleria di testa, Biglietteria centrale e Galleria delle Carrozze) richiamano le architetture monumentali romane; a dispetto dell'apparente monumentalità essi sono realizzati con economia di mezzi: le parti superiori delle pareti sono in cemento decorativo che imita il marmo di rivestimento delle parti inferiori, le grandi volte non sono strutturali, ma appese e gli elementi decorativi sono in gesso (fregi della biglietteria, pannelli con simboli zodiacali) o cemento (statue, protomi leonine etc.).

## Movimento
Milano Centrale è al secondo posto nella classifica delle stazioni ferroviarie più trafficate d'Italia, con circa 600 treni e 320 000 passeggeri al giorno per un totale di circa 120 milioni di viaggiatori all'anno.

### Collegamenti suburbani e locali
La stazione è servita da treni regionali, regionali veloci e RegioExpress svolti da Trenitalia, Trenord e Trenitalia Tper, nell'ambito dei vari contratti di servizio stipulati con la Regione Lombardia e le regioni limitrofe.
A questi collegamenti si aggiungono quelli aeroportuali espletati da Trenord: ai primi binari della stazione si attesta uno dei due rami del Malpensa Express (l'altro capolinea milanese è a Milano Cadorna).

### Collegamenti nazionali
La stazione è ampiamente servita da treni nazionali (Intercity, InterCity Notte e Frecciabianca) svolti da Trenitalia.
A questi si aggiungono i treni ad alta velocità Frecciarossa espletati da Trenitalia e Italo espletati da Nuovo Trasporto Viaggiatori.

### Collegamenti internazionali
La stazione è un importante scalo internazionale per la Svizzera e la Francia.
È collegata al Canton Ticino grazie ai frequenti collegamenti espletati da TiLo gestiti da Trenord in Italia, nonché al Canton Vallese e alle principali città elvetiche con i collegamenti EuroCity (via Domodossola e via Chiasso) effettuati in collaborazione tra Trenitalia e FFS.
È collegata alla Francia dai Frecciarossa espletati da Trenitalia in Italia e Trenitalia France in Francia.

## Imagazzini raccordati
La Stazione Centrale, così come la linea di cintura, è stata realizzata su un rilevato. Il fascio di binari per una lunghezza di oltre un chilometro procede rettilineo su un terrapieno. Fin dal 1914 furono realizzati sia dal lato di via Ferrante Aporti sia da quello di via Sammartini oltre 100 spazi con volte a botte per una superficie complessiva di 40 000 m²; dal lato interno furono realizzati alcuni binari di raccordo che permettevano il raccordo ferroviario dei magazzini. Un sistema di ascensori permetteva di risalire al piano del ferro della stazione. Del sistema faceva parte il binario 21 utilizzato poi durante la Repubblica Sociale anche per il trasporto dei deportati ebrei e altri internati civili.
Secondo il gusto del tempo lo stile architettonico richiama il Liberty, con influenze déco.
Il sistema dei magazzini raccordati veniva a essere considerato fuori dalla cinta del dazio in una sorta di porto franco. Le vie Ferrante Aporti e Sammartini erano divise per tutta la loro lunghezza da cancellate e i varchi erano dotati di gabbiotti del dazio dove pagare l'imposta.
Con il passare degli anni il trasporto ferroviario divenne antieconomico e progressivamente abbandonato, i contratti di affitto non più rinnovati.
I Magazzini raccordati sono rimasti di proprietà delle Ferrovie dello Stato, ma la loro gestione, con contratto trentennale, è stata affidata alla Società Grandi Stazioni che deve decidere sulle forme di riqualificazione.

## Servizi

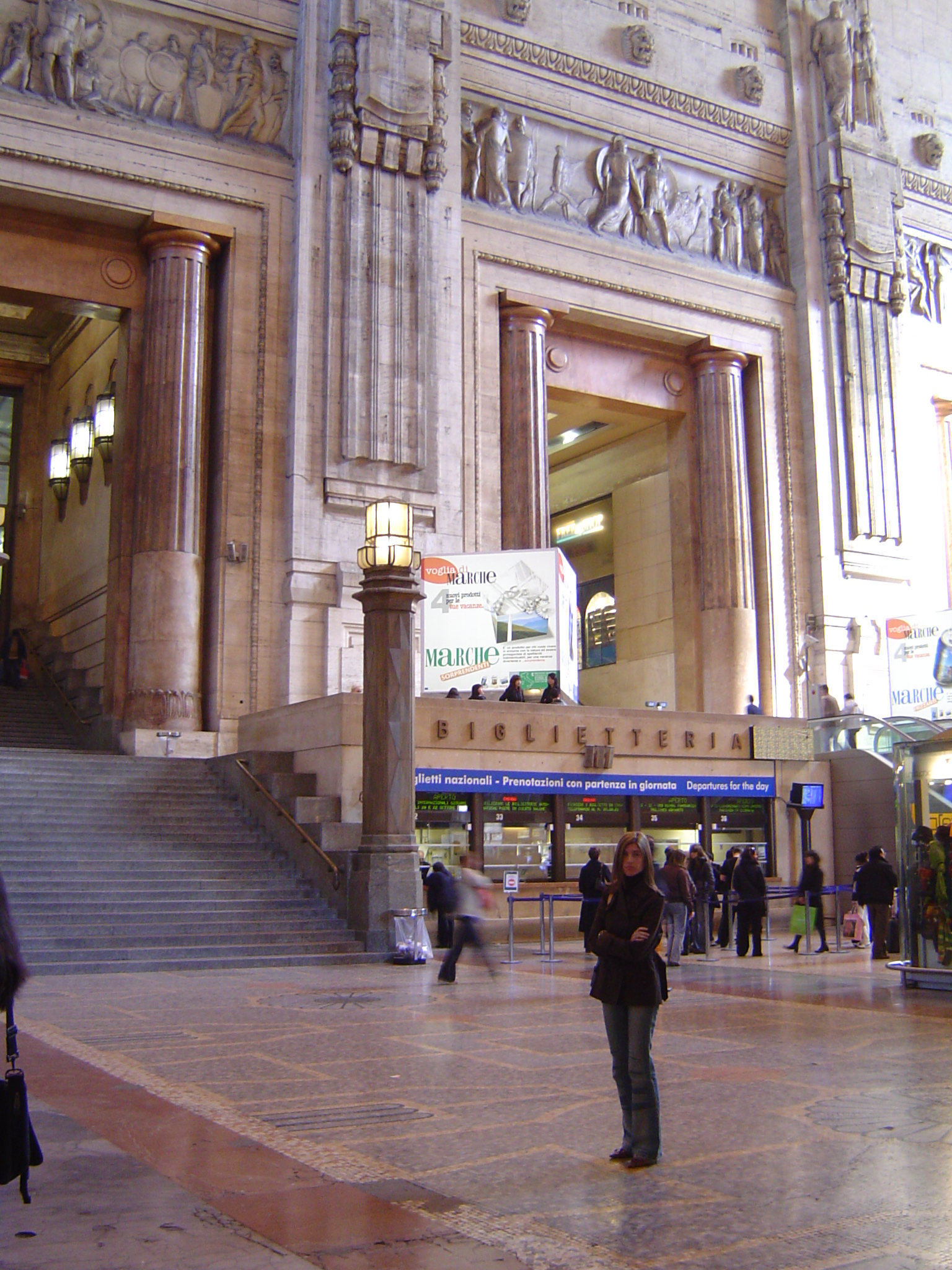
Il vecchio salone biglietterie, prima dei lavori di rifacimento

La stazione è classificata da RFI nella categoria "Platinum".
Per quanto riguarda i servizi rivolti alle persone a ridotta mobilità, quella di Milano Centrale è una delle quattordici stazioni master nazionali e dunque ospita una "sala blu", luogo in cui opera personale specializzato per l'assistenza a tali utenti e in cui si organizza, si coordina e si sovrintende alla gestione dei servizi a loro rivolti. La stazione dispone inoltre di ascensori, che la rendono quindi accessibile ai portatori di disabilità, e di scale mobili che collegano i vari livelli. Inoltre, l'area dedicata al traffico passeggeri è dotata di un impianto di videosorveglianza e di altoparlanti per gli annunci sonori di arrivo e partenza treni.
- Bar
- Biglietteria a sportello
- Biglietteria automatica
- Deposito bagagli con personale
- Negozi
- Posto di Polizia ferroviaria
- Posto di primo soccorso
- Ristorante
- Sala d'attesa
- Servizi igienici
- Ufficio oggetti smarriti
- Ufficio postale

## Interscambi
La Stazione Centrale è servita da numerose linee di tram, filobus e autobus urbani ed extraurbani gestite da ATM. La stazione Centrale è inoltre collegata agli aeroporti di Linate, Malpensa e Orio al Serio tramite servizi di autobus navetta.
- Fermata metropolitana (Centrale FS, linee M2 e M3)
- Fermata tram (Stazione Centrale M2 M3, linee 5, 9 e 10)
- Fermata autobus
- Stazione taxi

## Galleria d'immagini

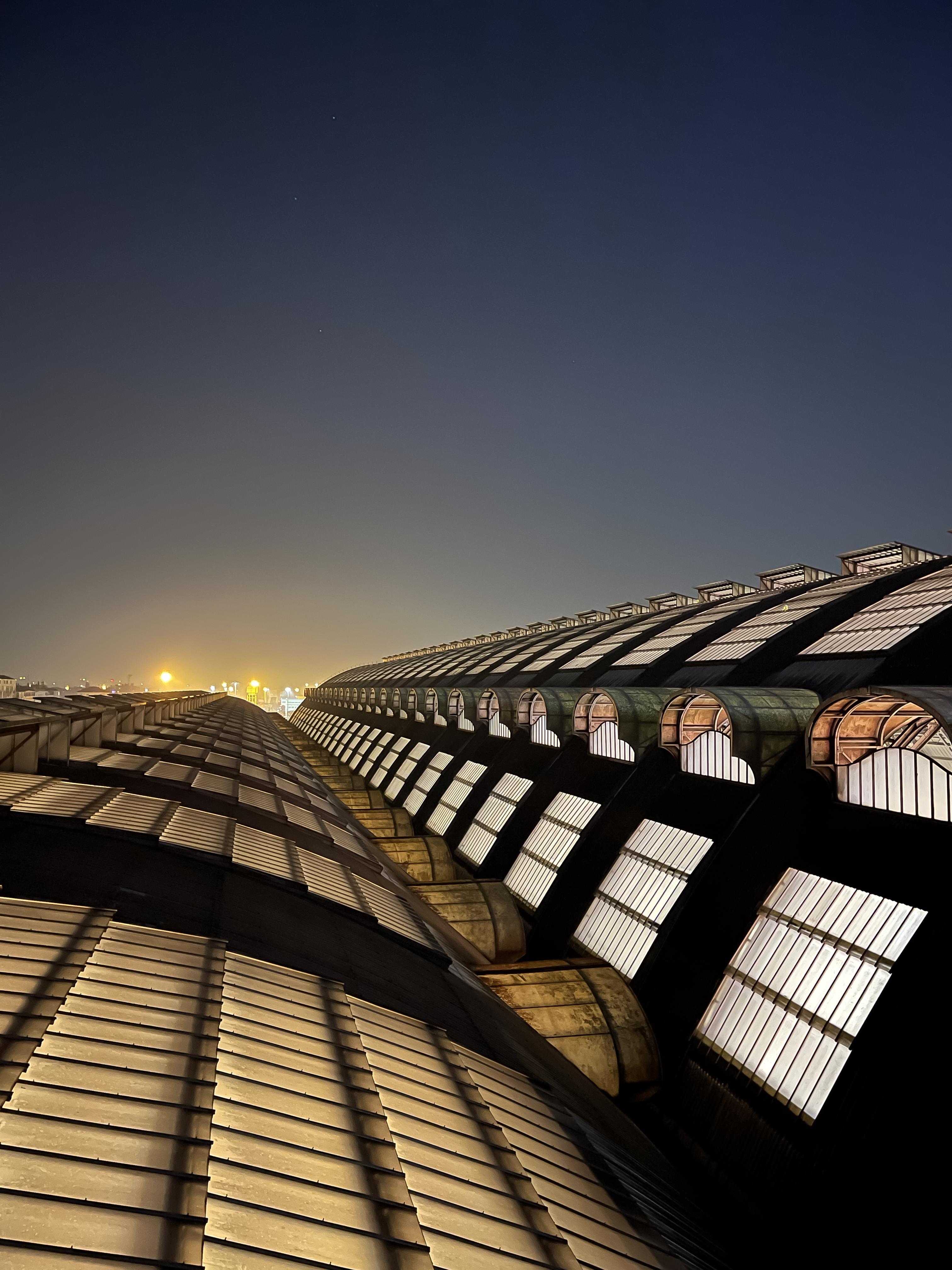
Vista della copertura dei binari dal tetto della Stazione Centrale di Milano
Mappa del nodo ferroviario di Milano in seguito alle modifiche attuate fra il 1914 e il 1931
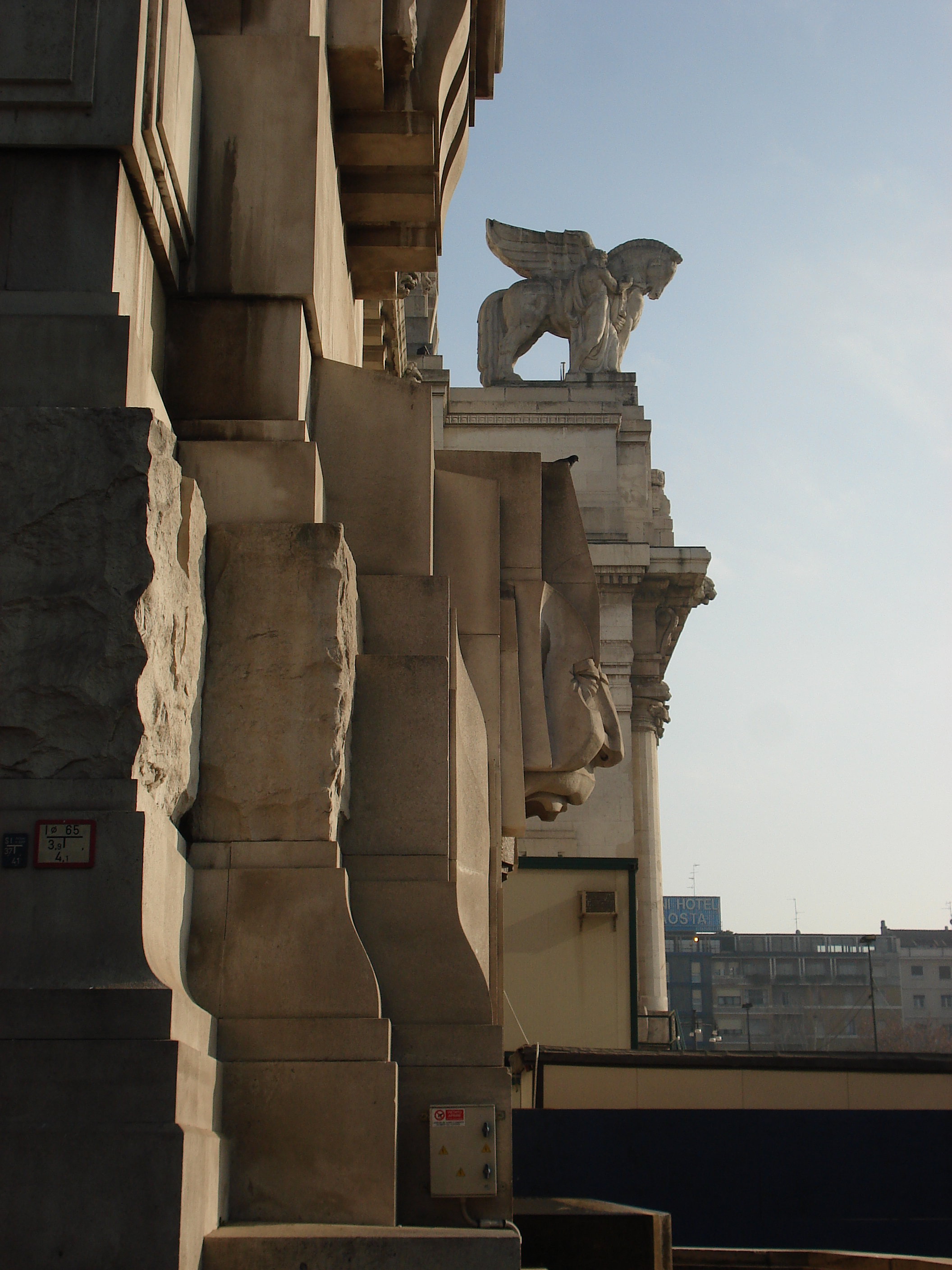
Profilo della facciata, con statua di Pegaso e fontana-faccione
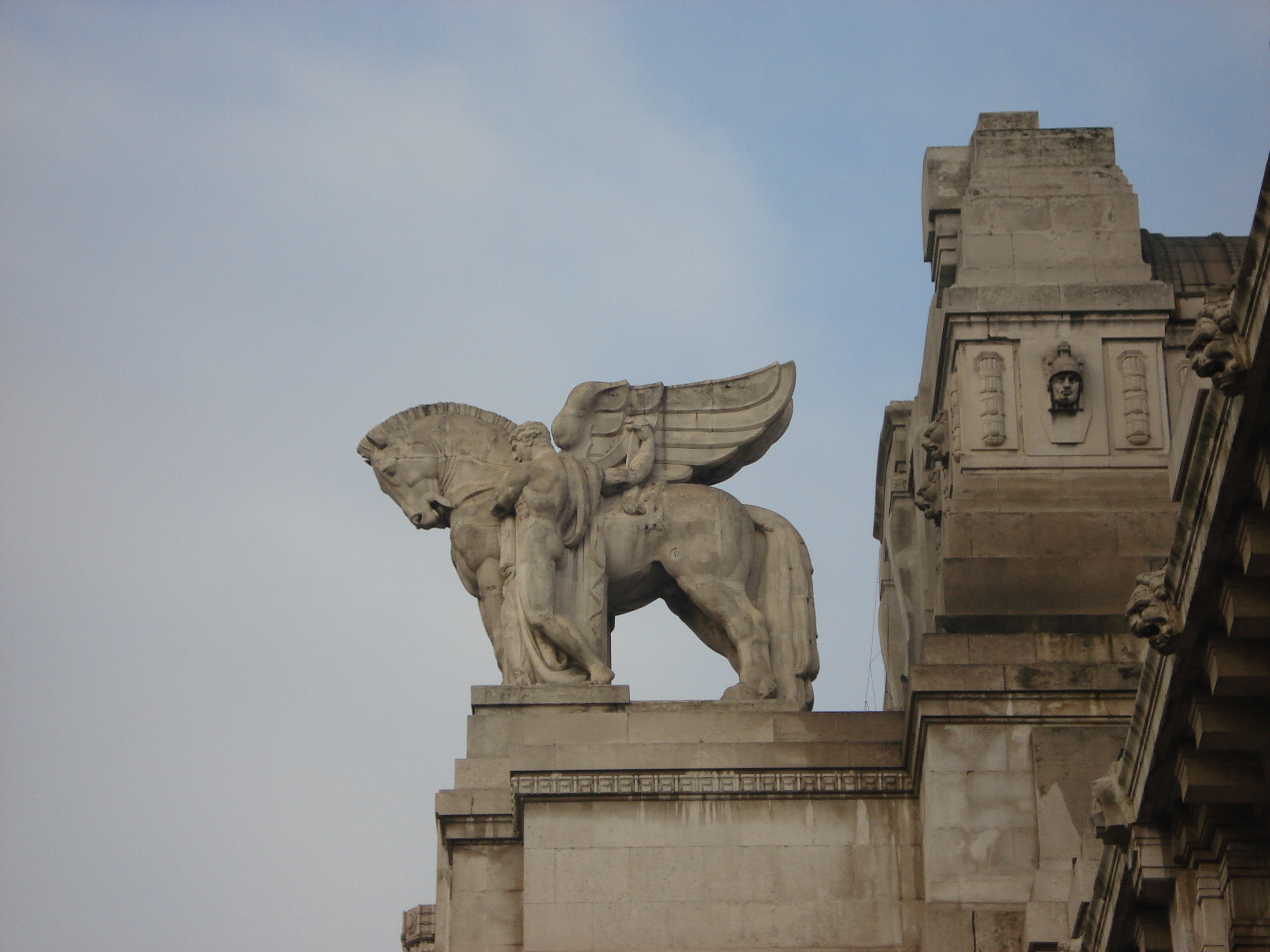
Una delle due statue di Pegaso, presenti sulla facciata con dettaglio fantino
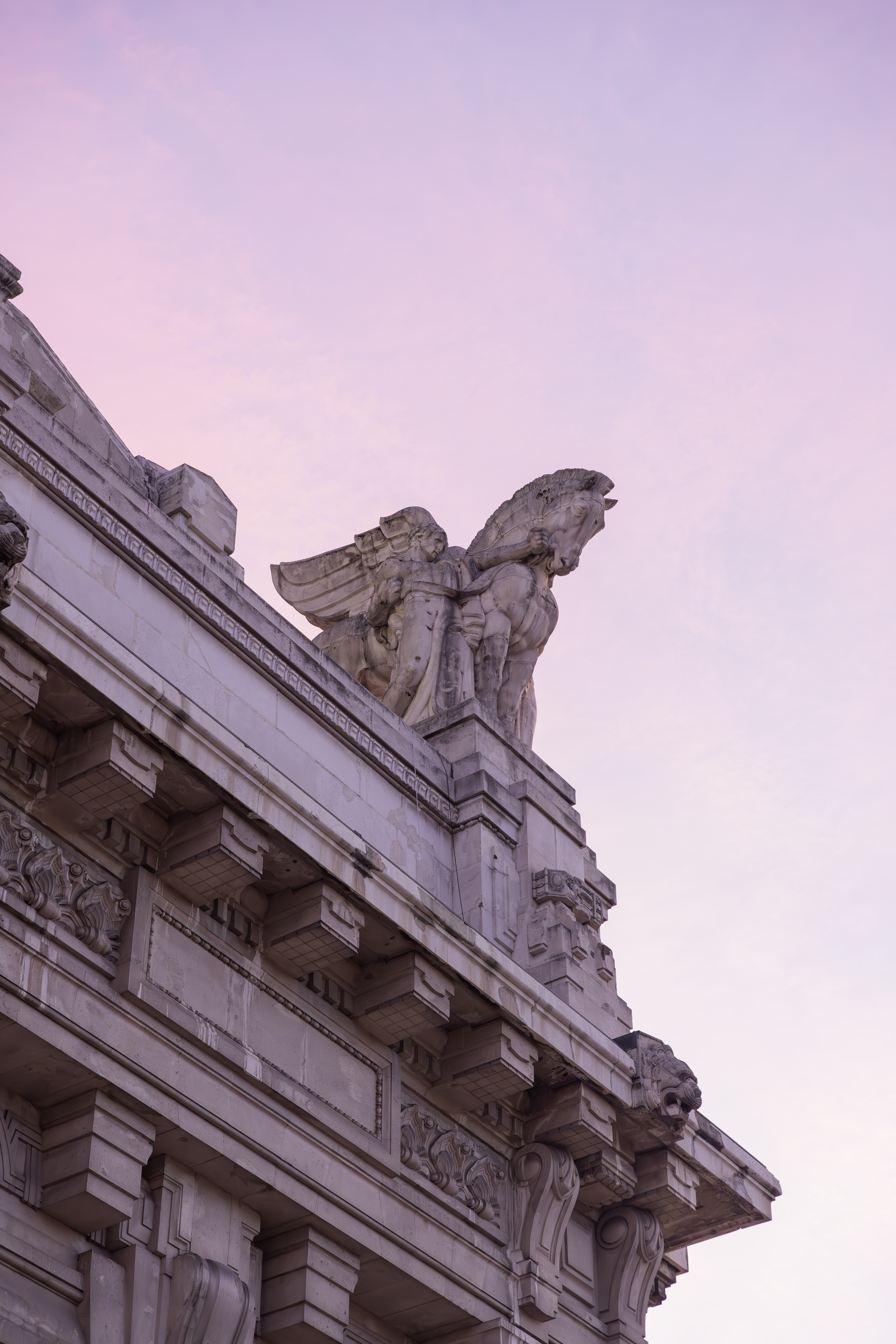
Una delle due statue di Pegaso, presenti sulla facciata
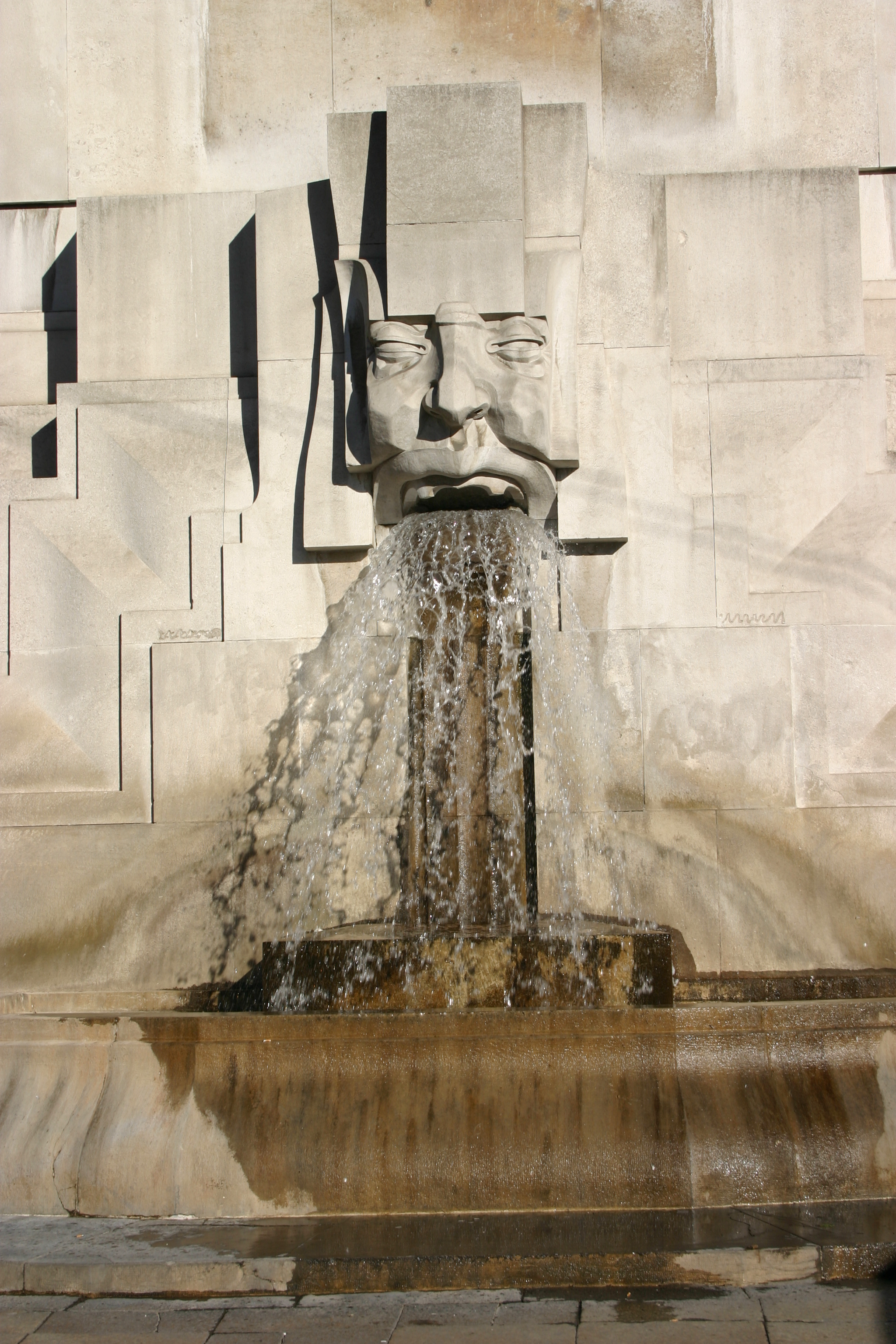
Fontana-faccione sulla facciata della Stazione Centrale
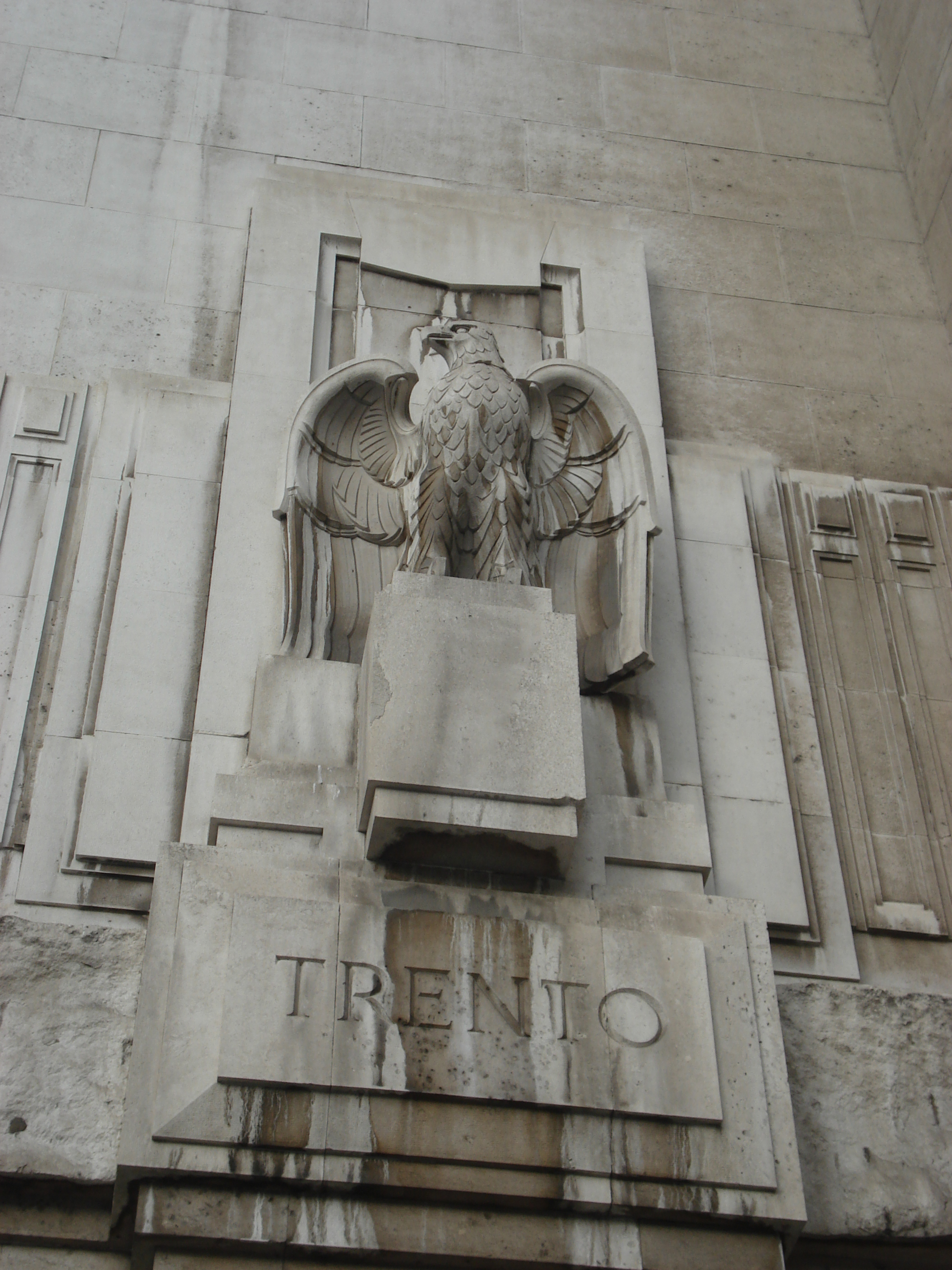
Fregio di un'aquila, simbolo di Trento città irredenta
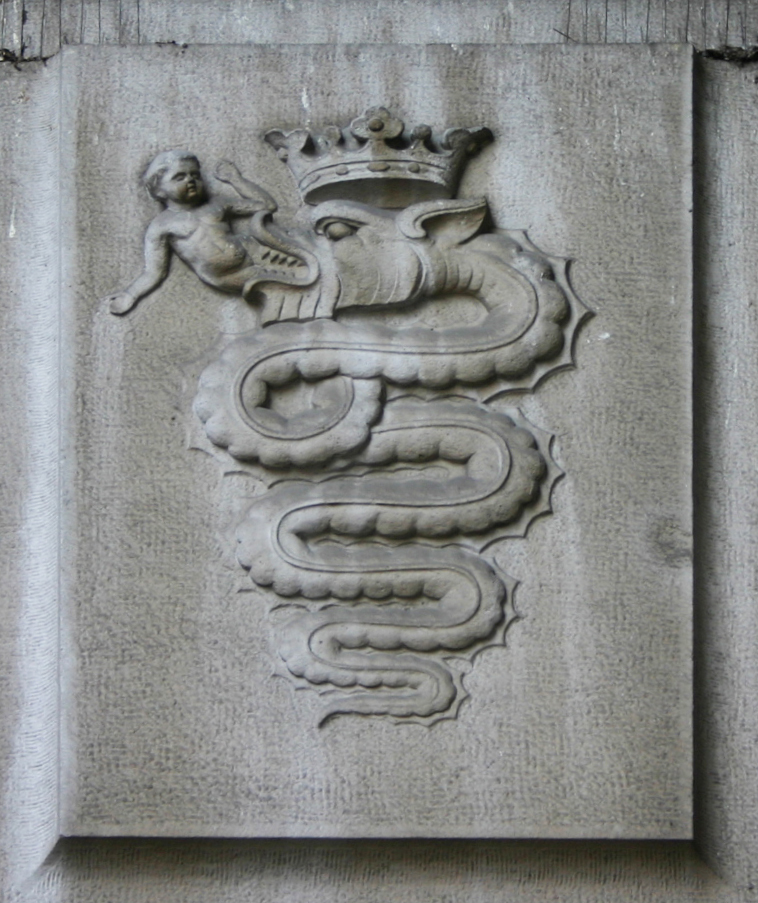
Fregio con stemma visconteo
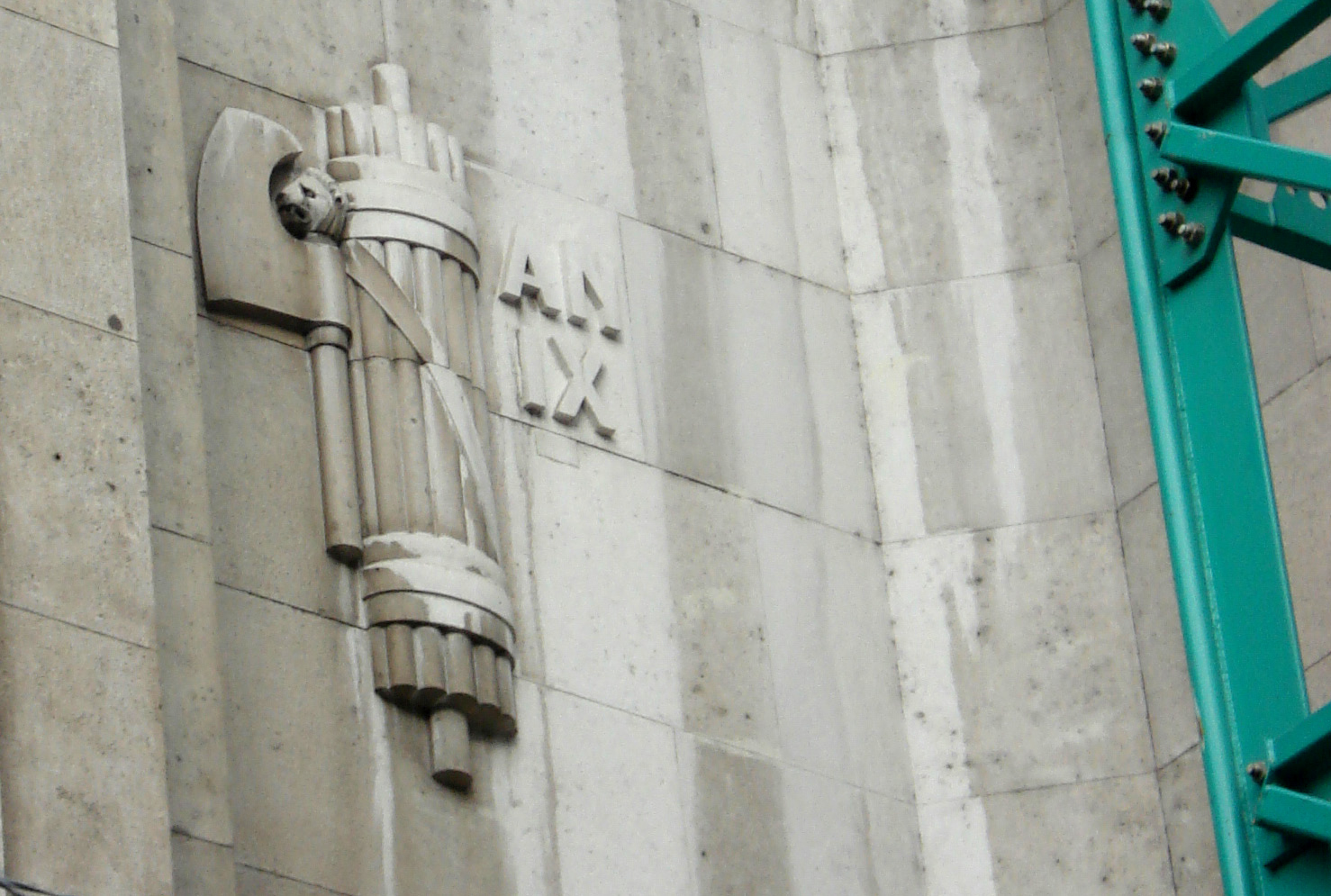
Fregio con fascio littorio e indicazione dell'anno IX (1931)
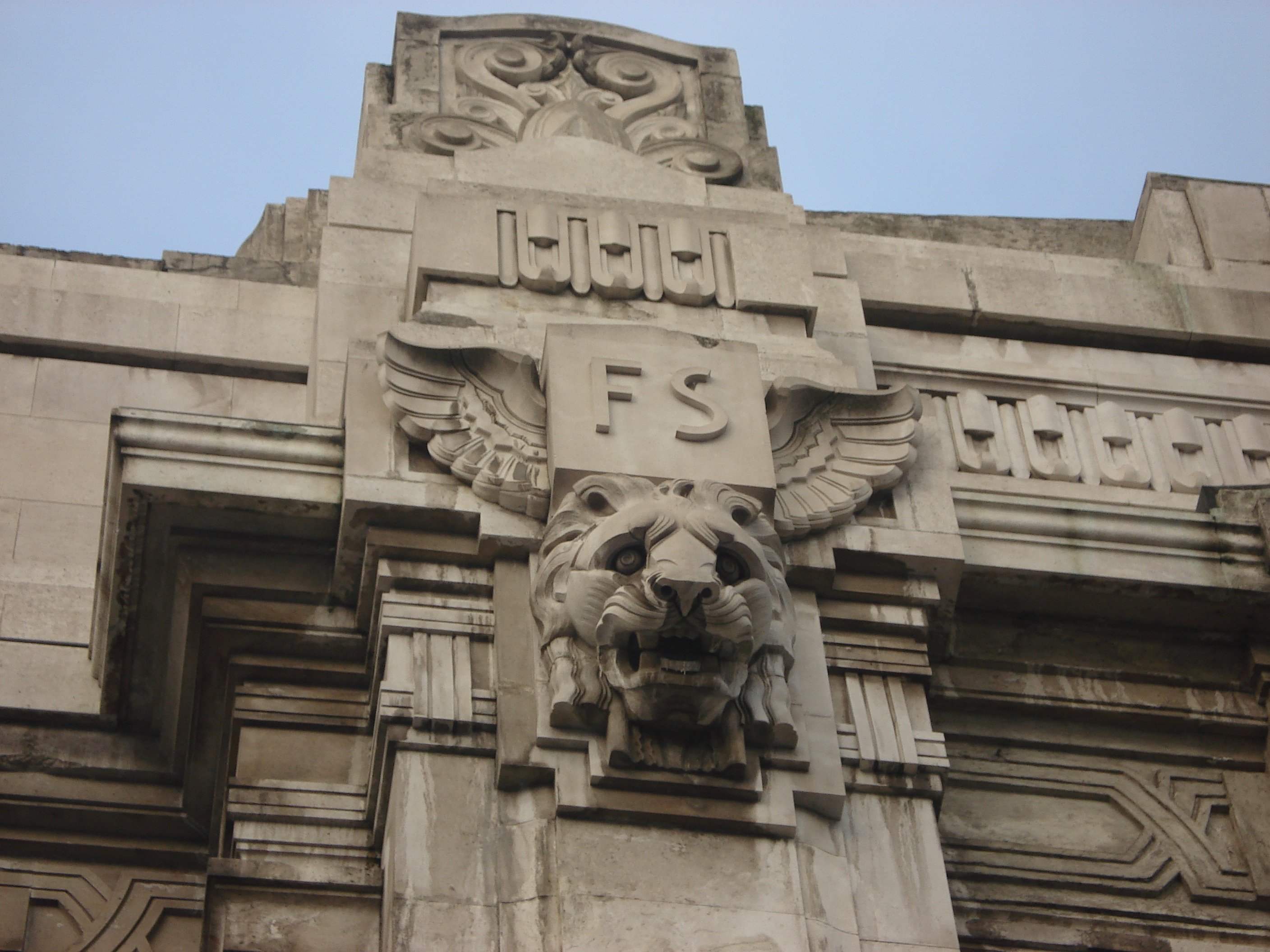
Fregio con testa di leone e simbolo delle Ferrovie dello Stato
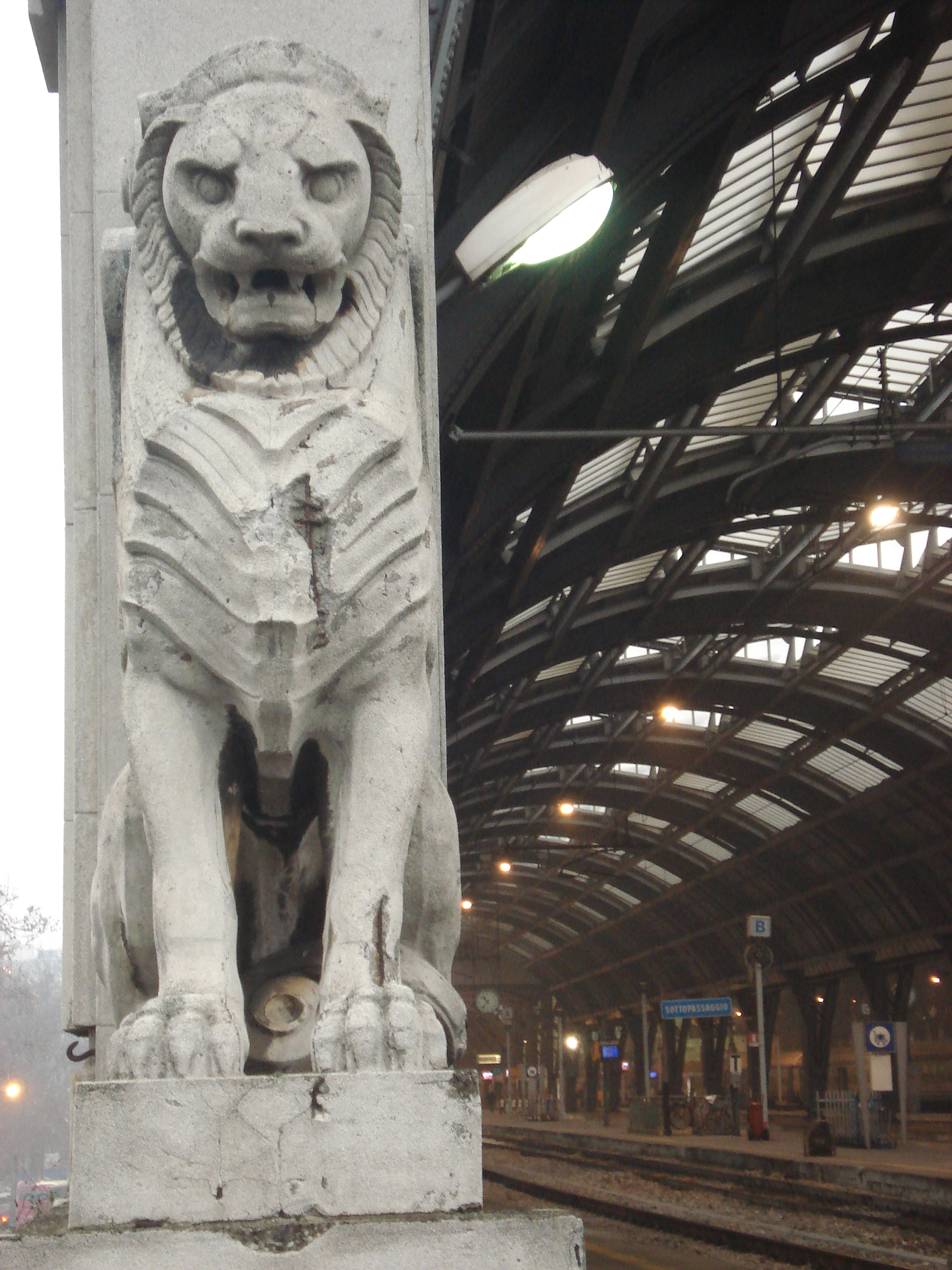
Chimera decorativa all'ingresso delle volte
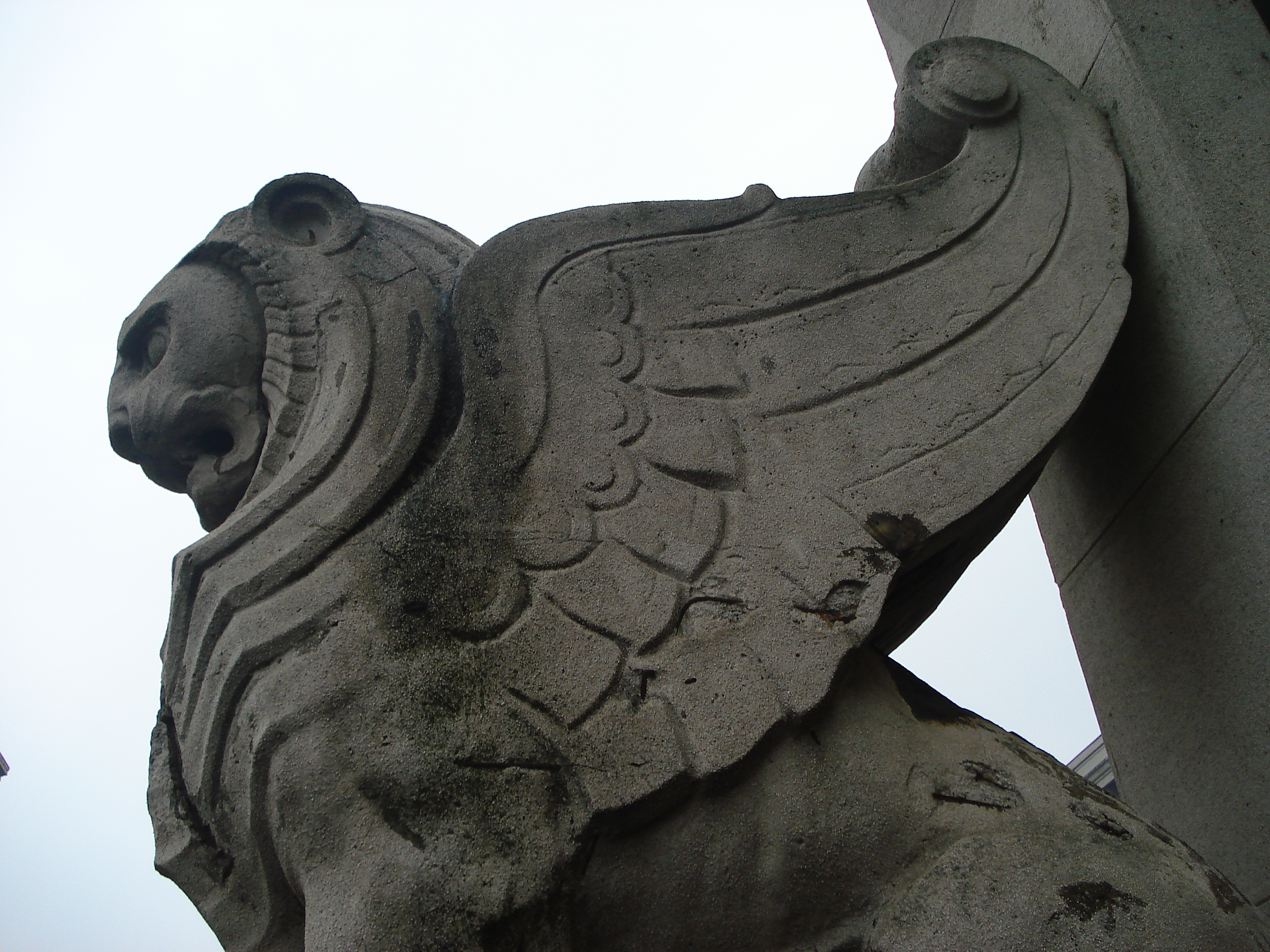
Chimera
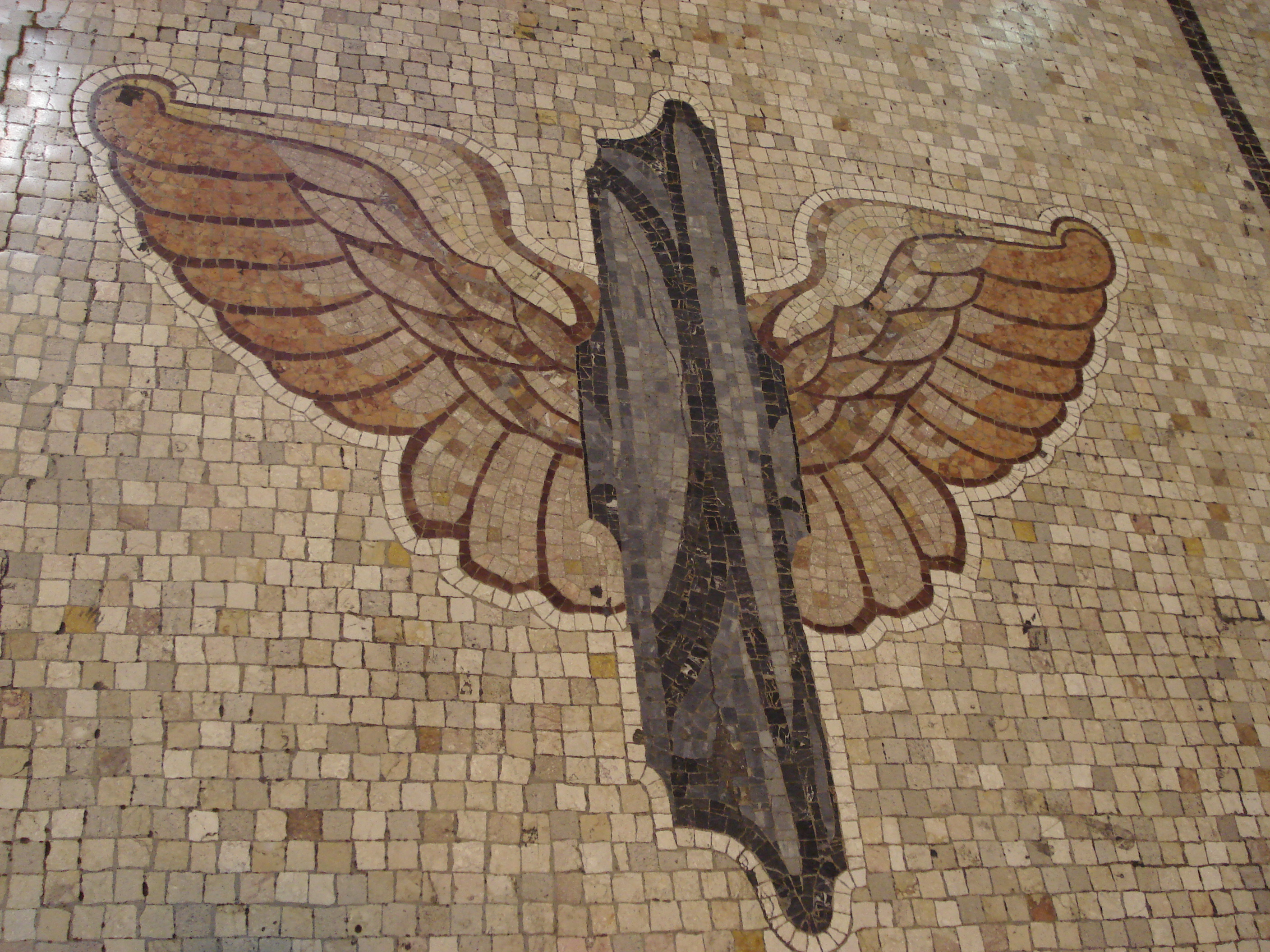
Mosaico pavimentale con ruota alata
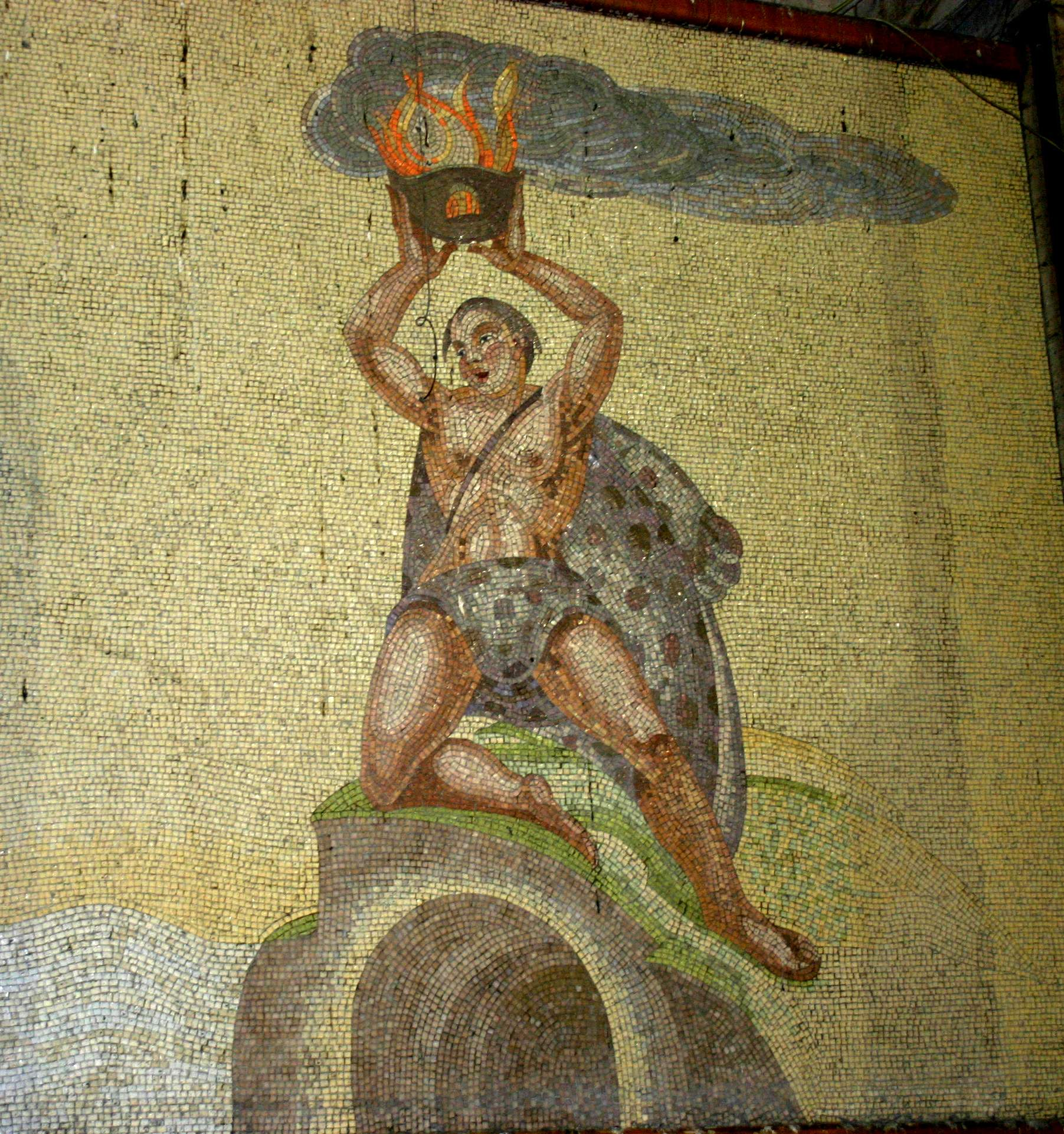
Mosaico allegorico su "la scoperta del fuoco"
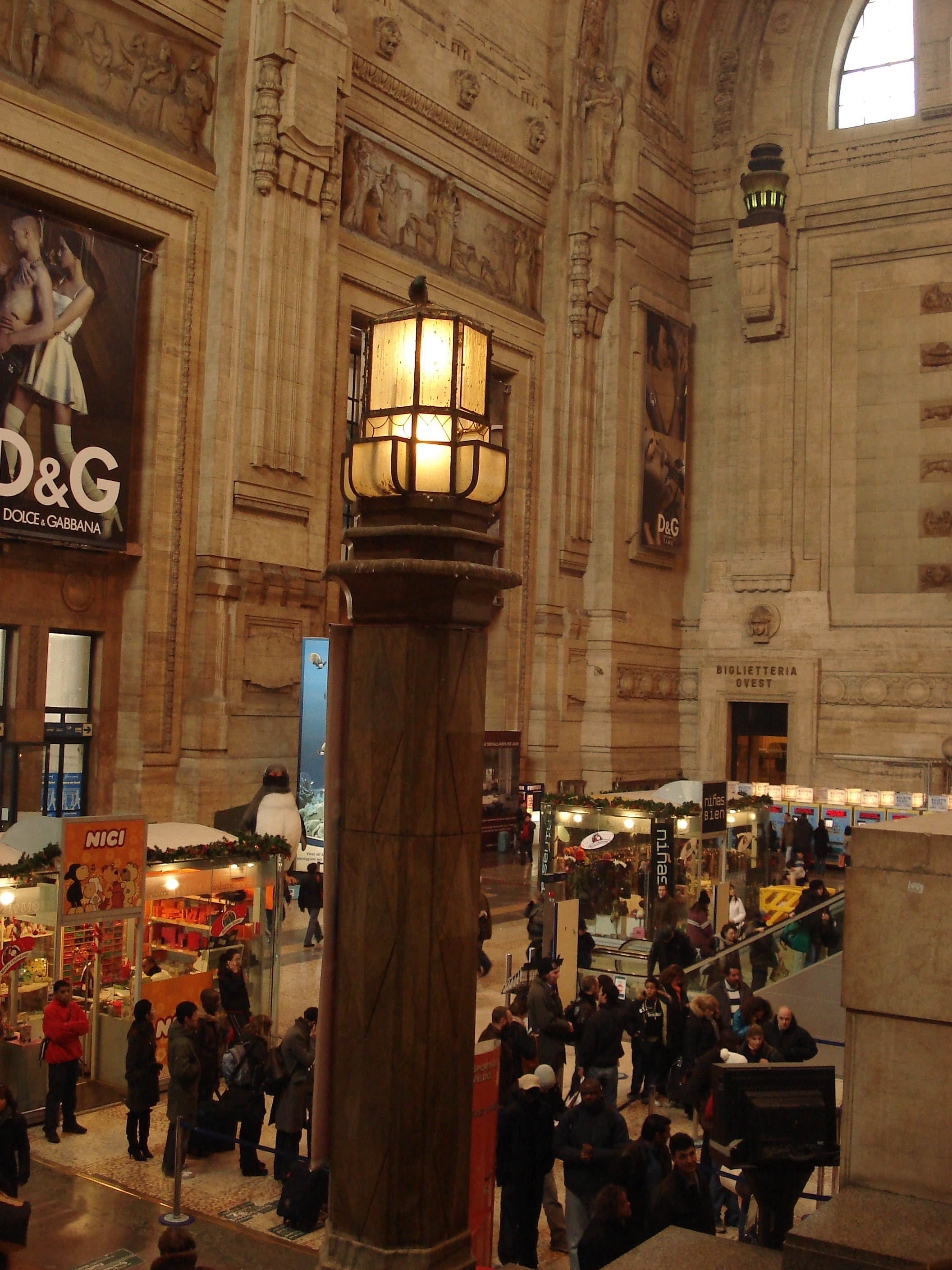
Atrio con lampada in stile Art déco
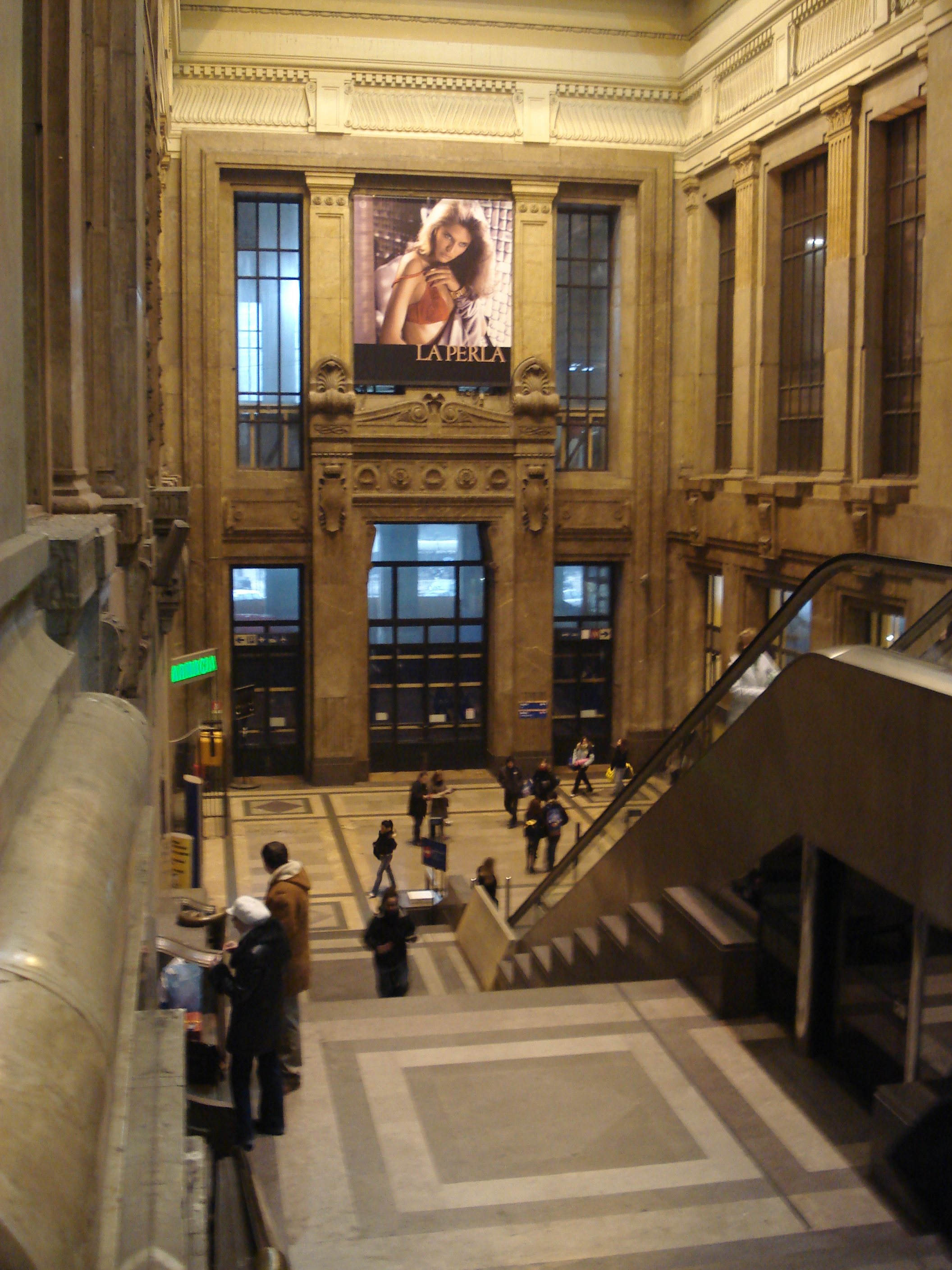
Atrio delle scale mobili
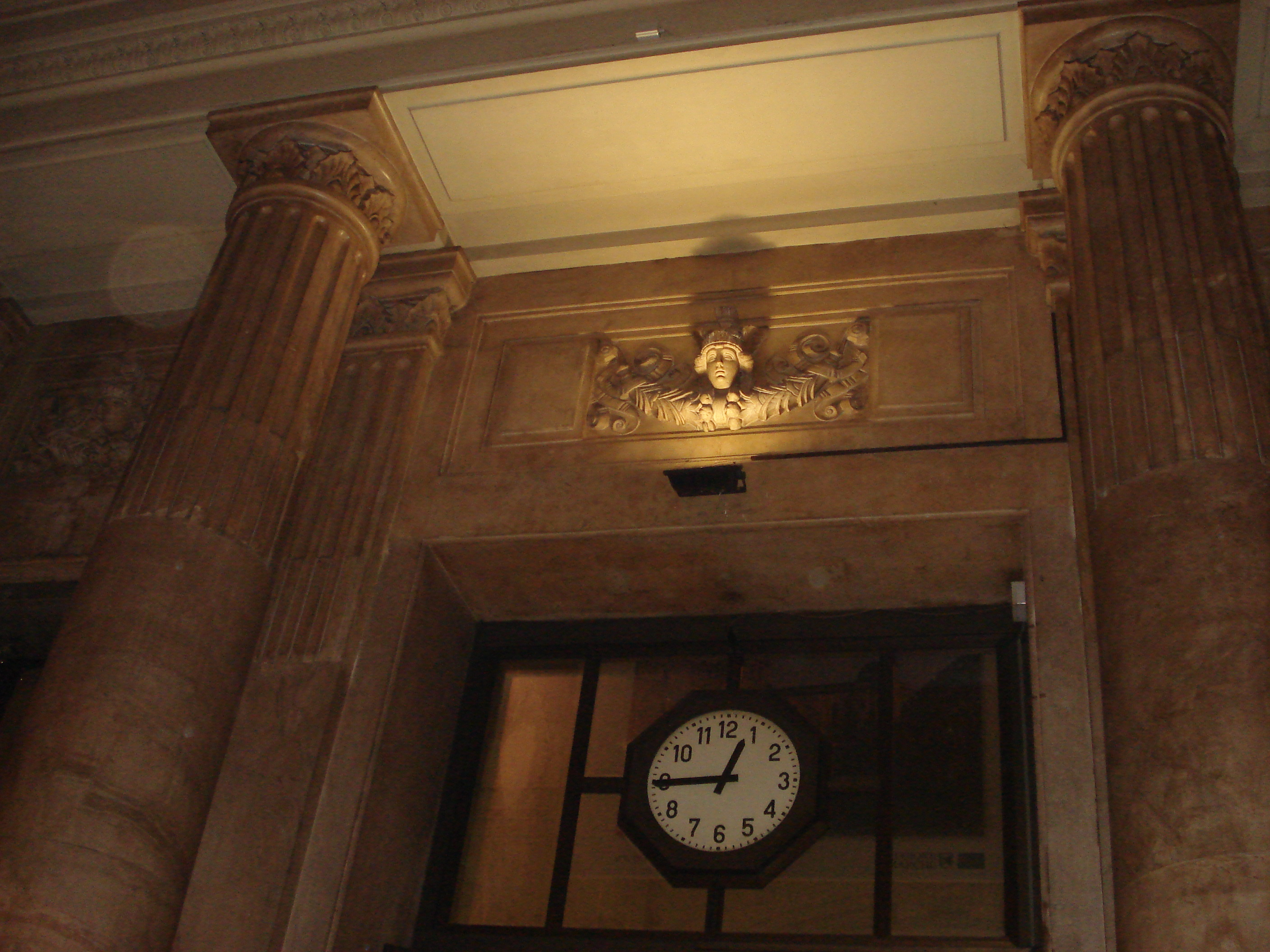
Fregio interno
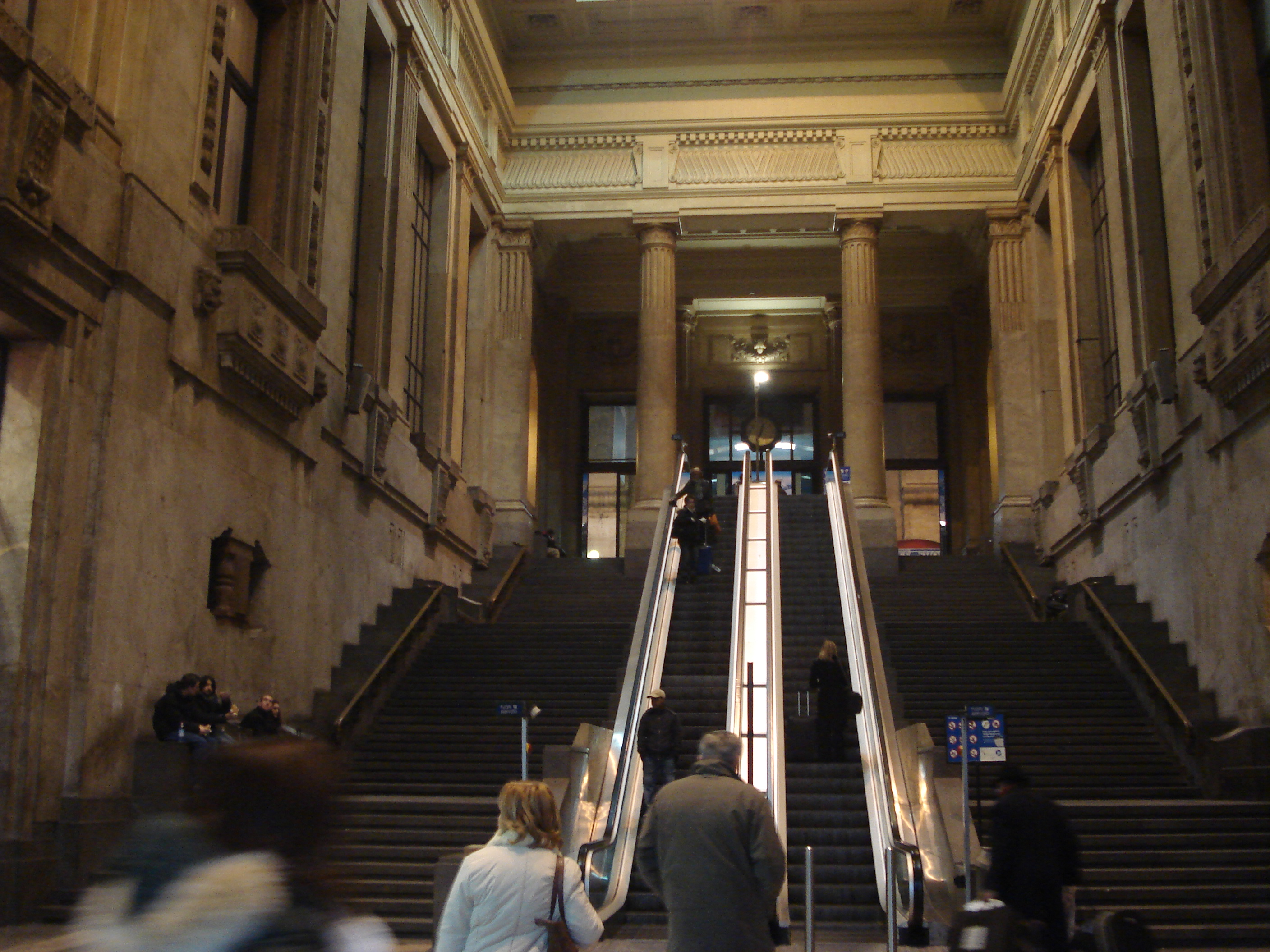
Atrio delle scale mobili
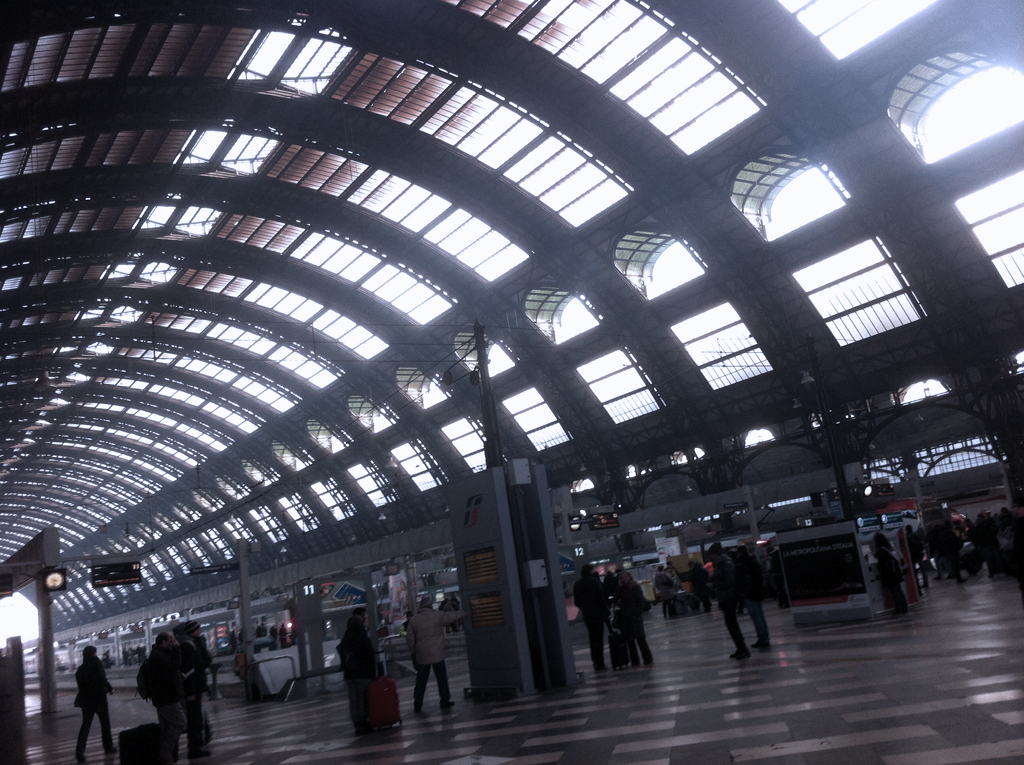
Particolare della galleria centrale
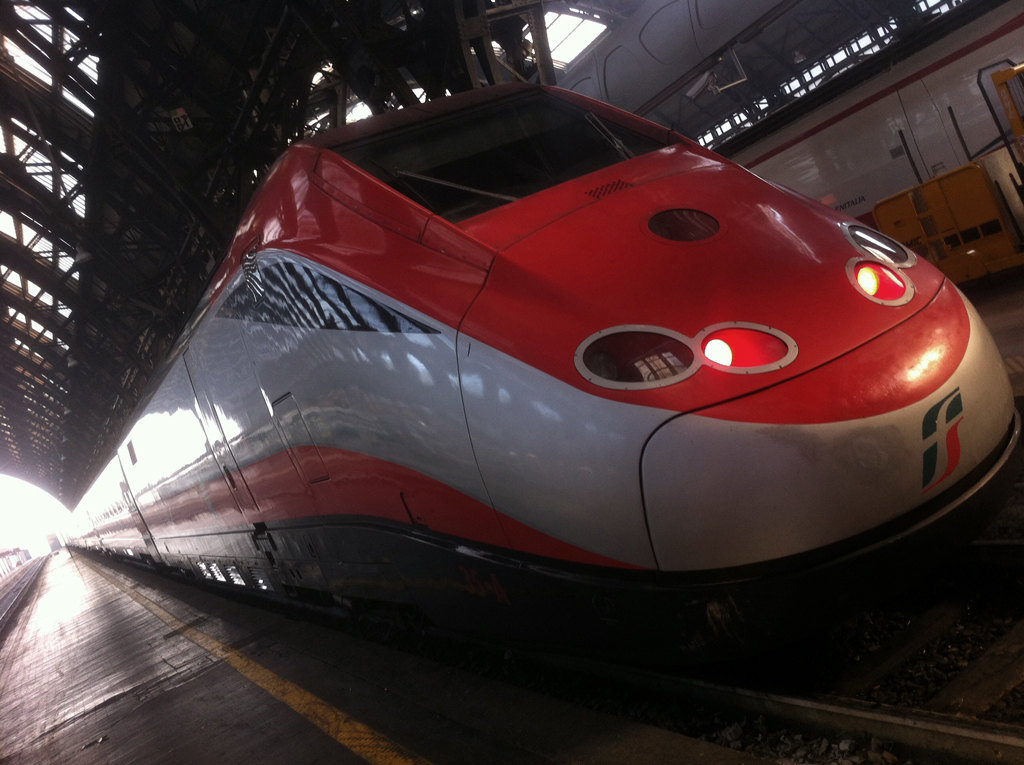
ETR.500 Frecciarossa fermo al binario
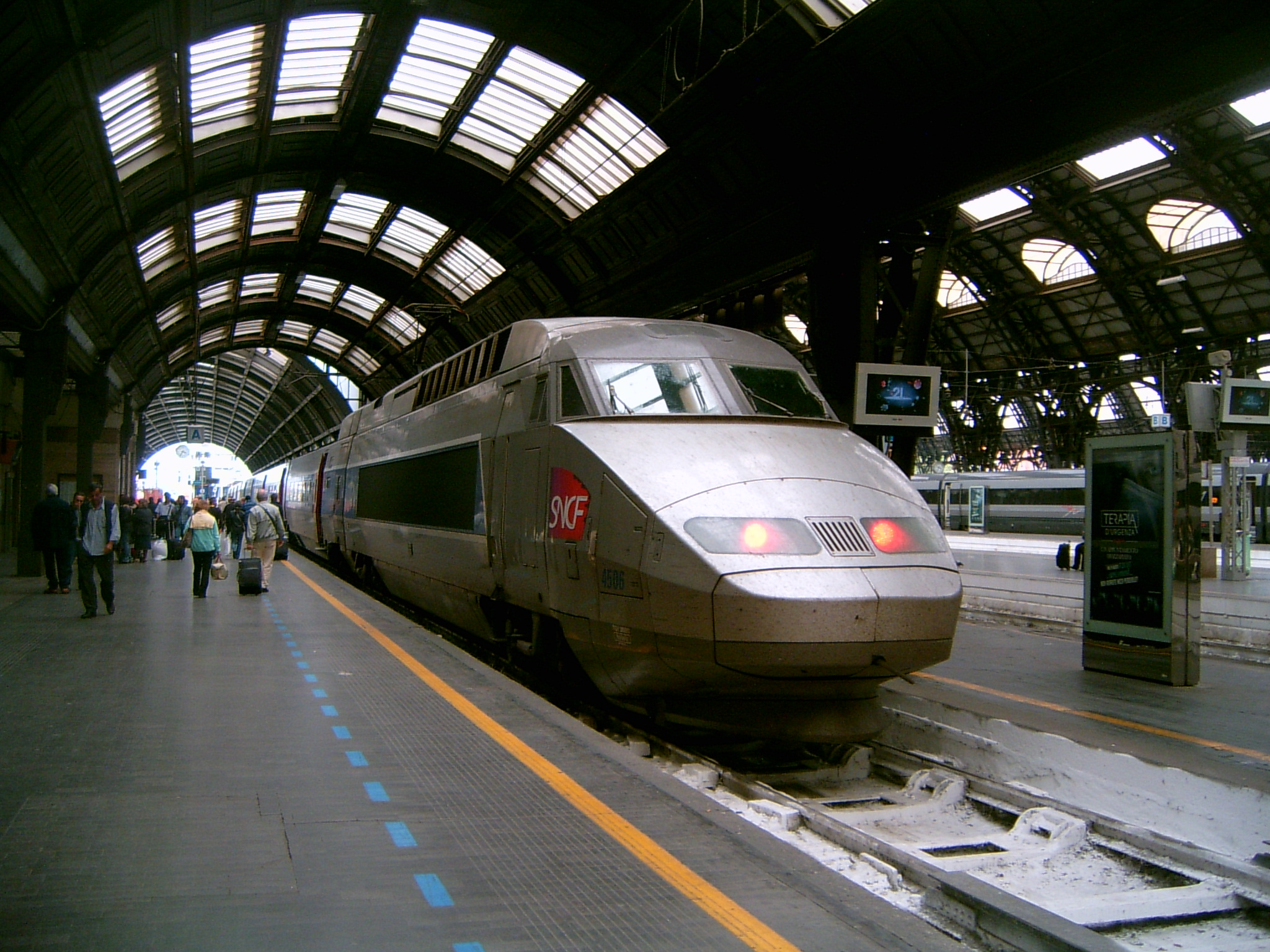
TGV fermo sotto la pensilina
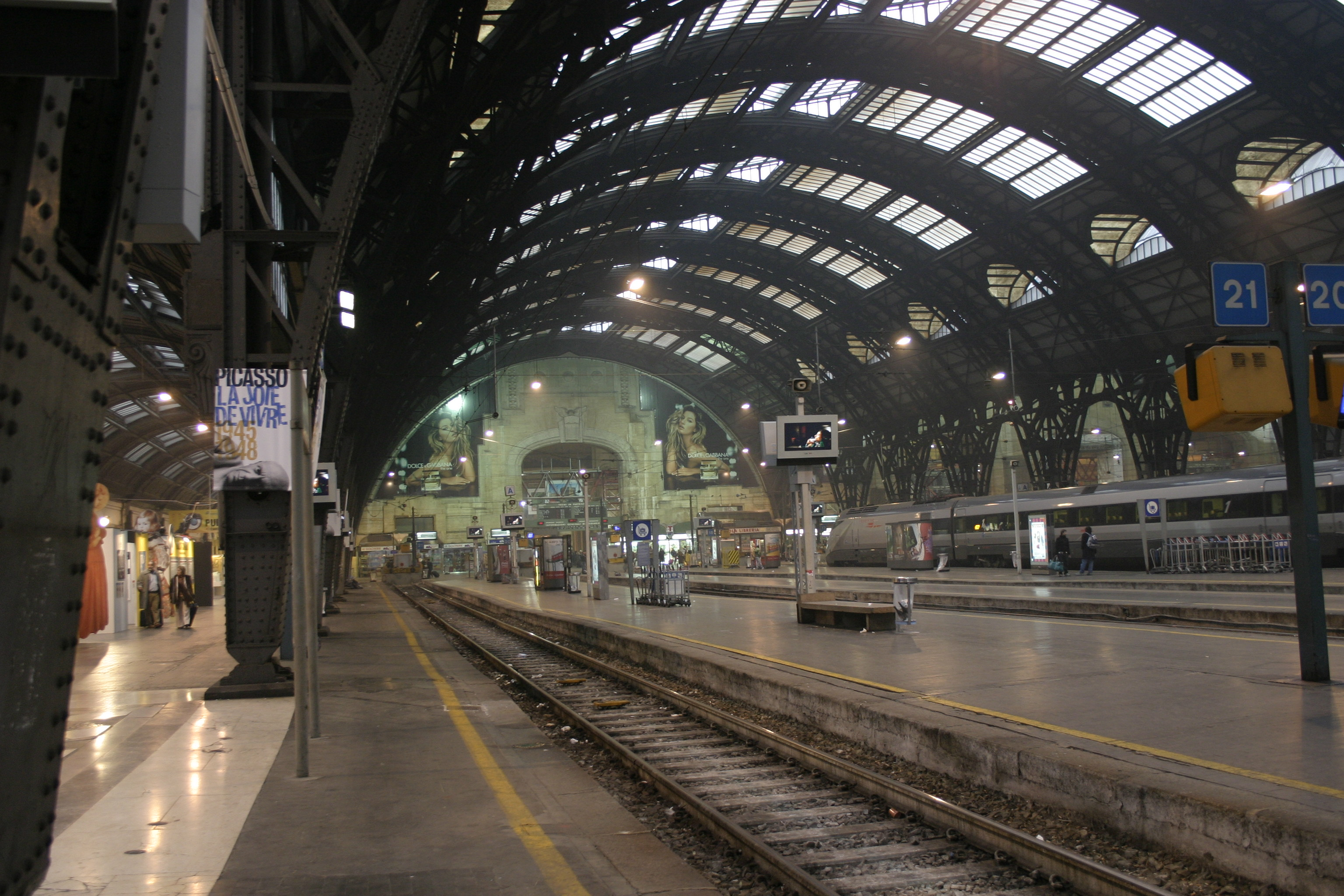
La galleria centrale
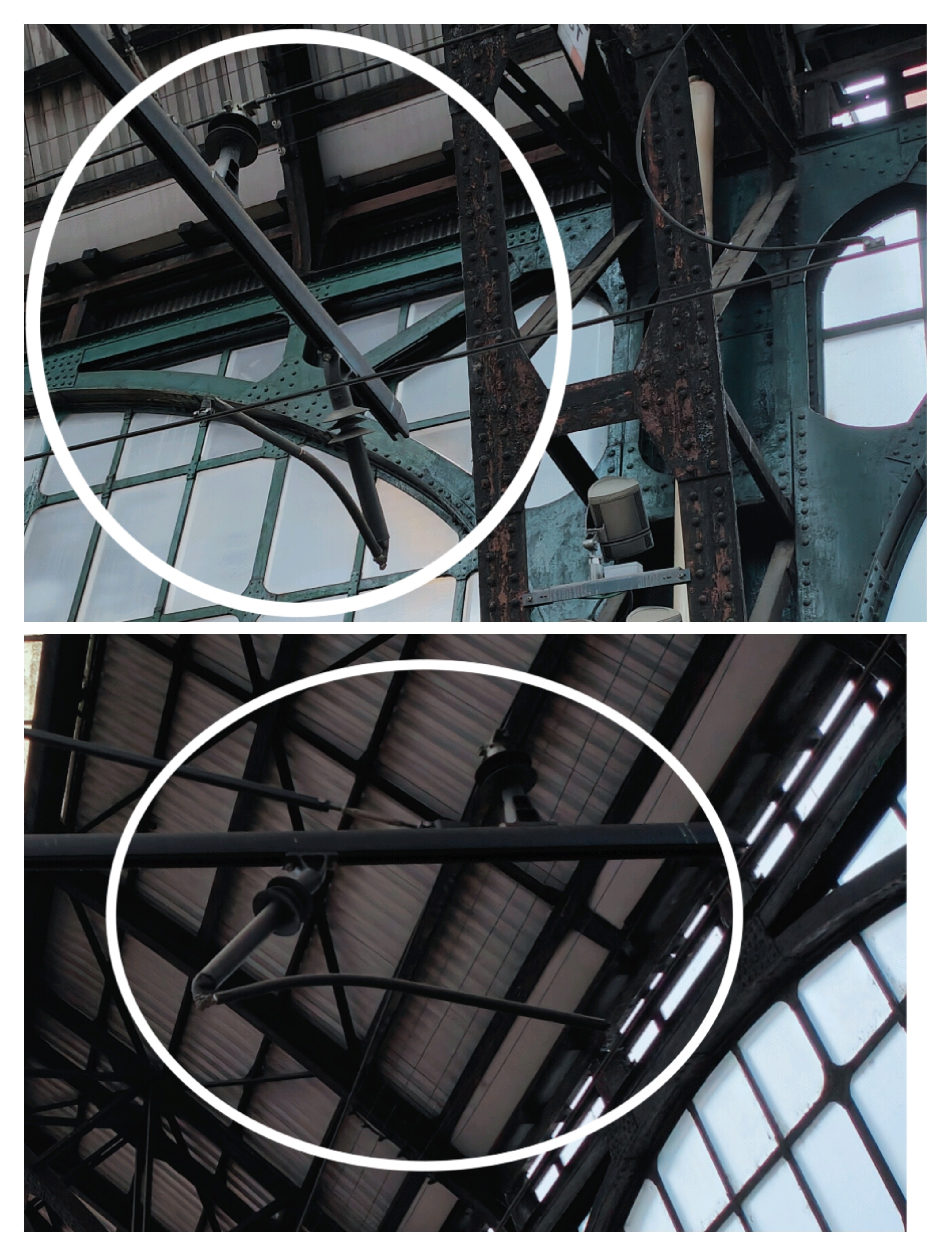
Particolare della catenaria 3 kV con mensole e tiranti di poligonazione "Omnia" in lega montati su pali a partire dal 2016 in sostituzione della sospensione precedente (foto dic. 2022)
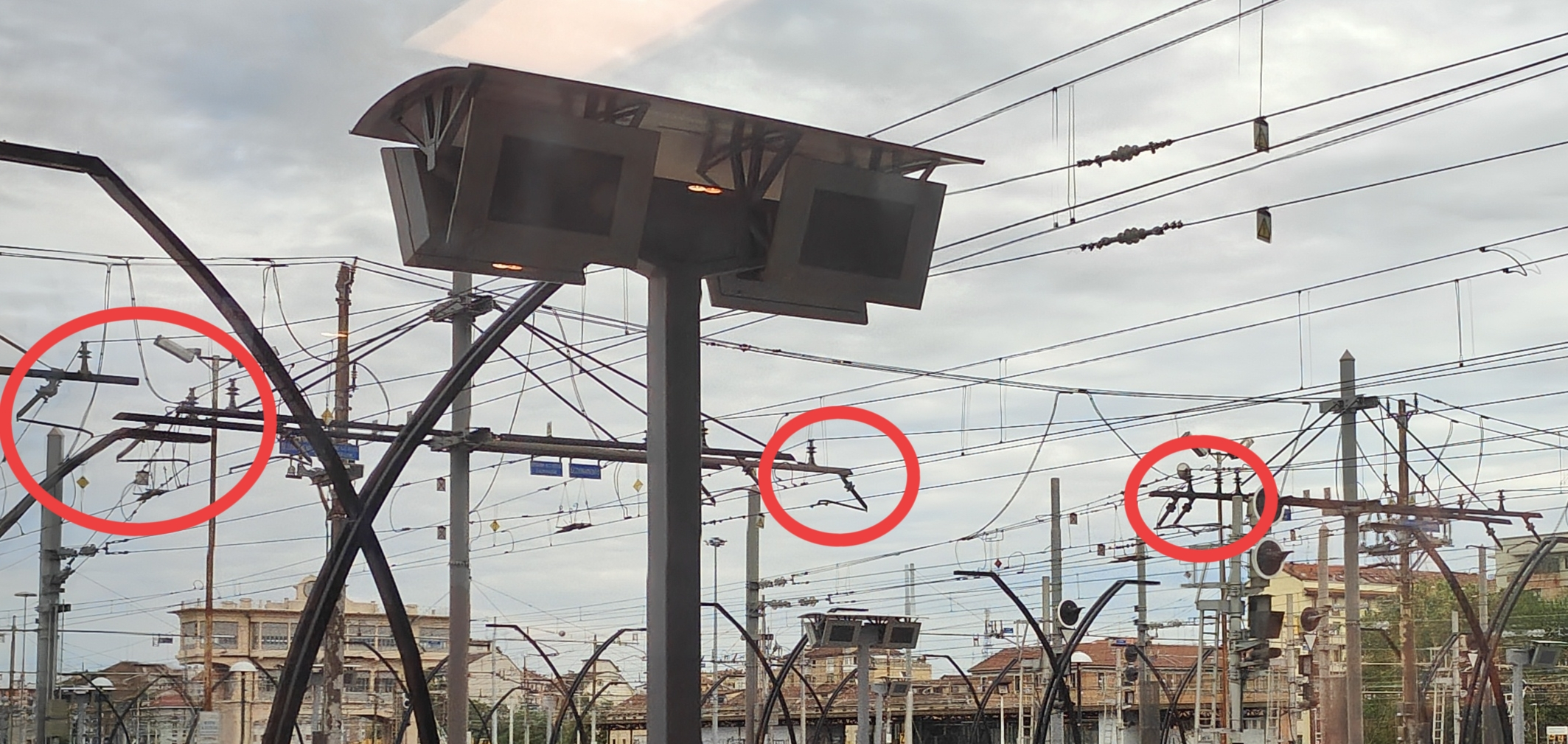
Area esterna verso inizio galleria treni: pali e sospensioni tipo "Omnia", rappresentano l'ultima generazione inattaccabile dagli agenti atmosferici
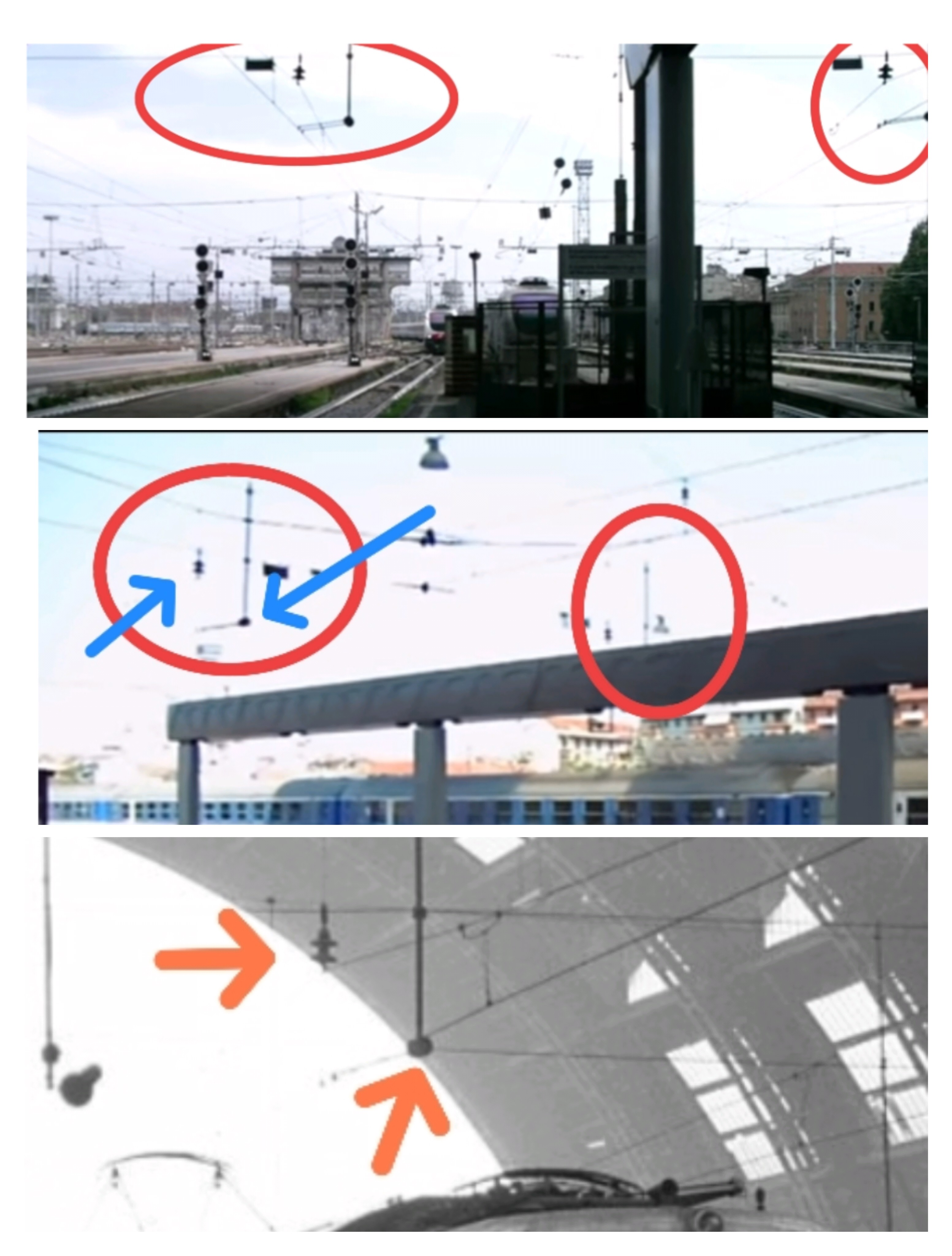
La precedente catenaria 3 kV senza pali di tipo sospeso (quasi come quella tedesca) in uso nella galleria, con gli oramai vetusti isolatori in porcellana
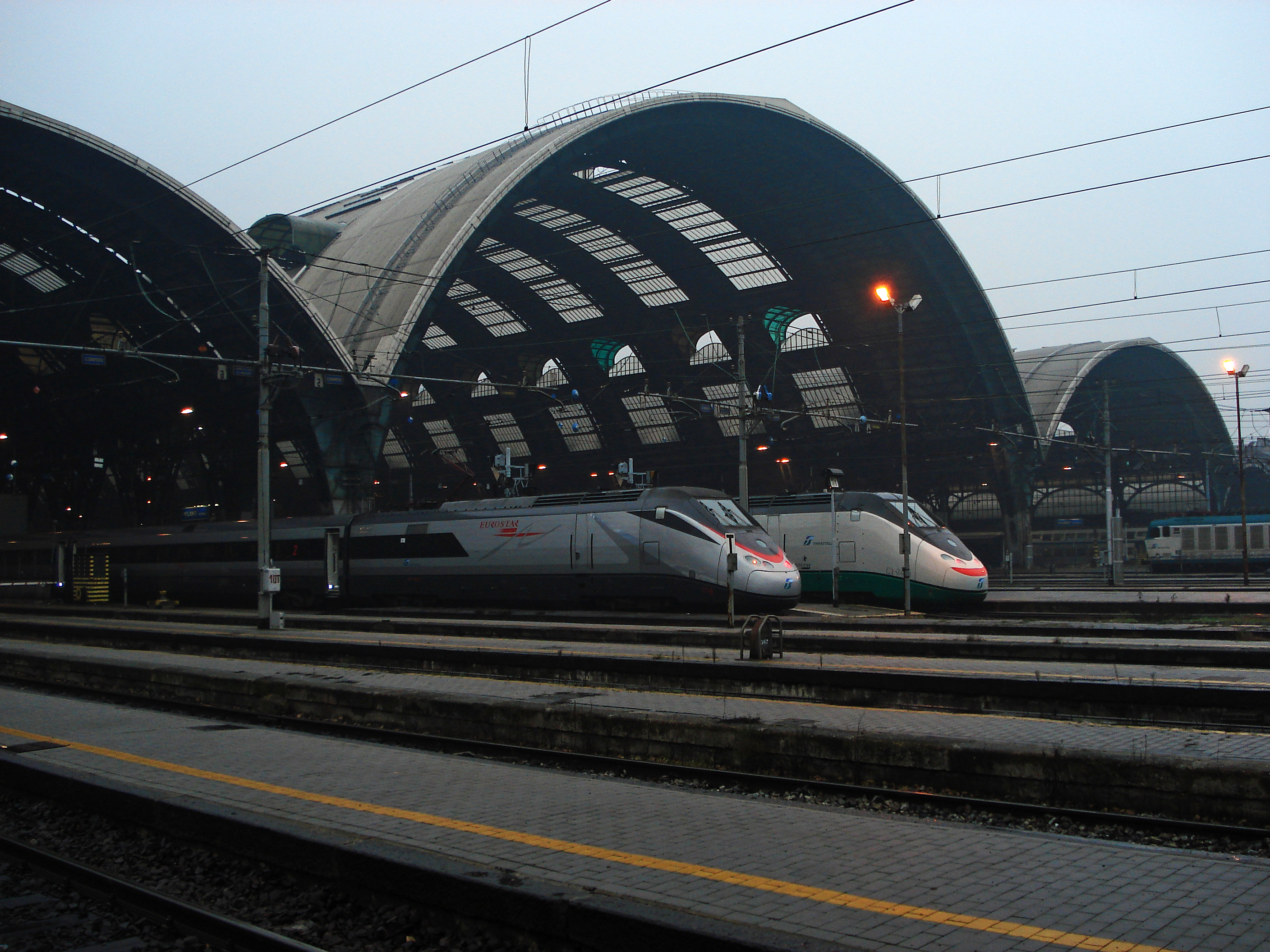
L'ingresso delle volte
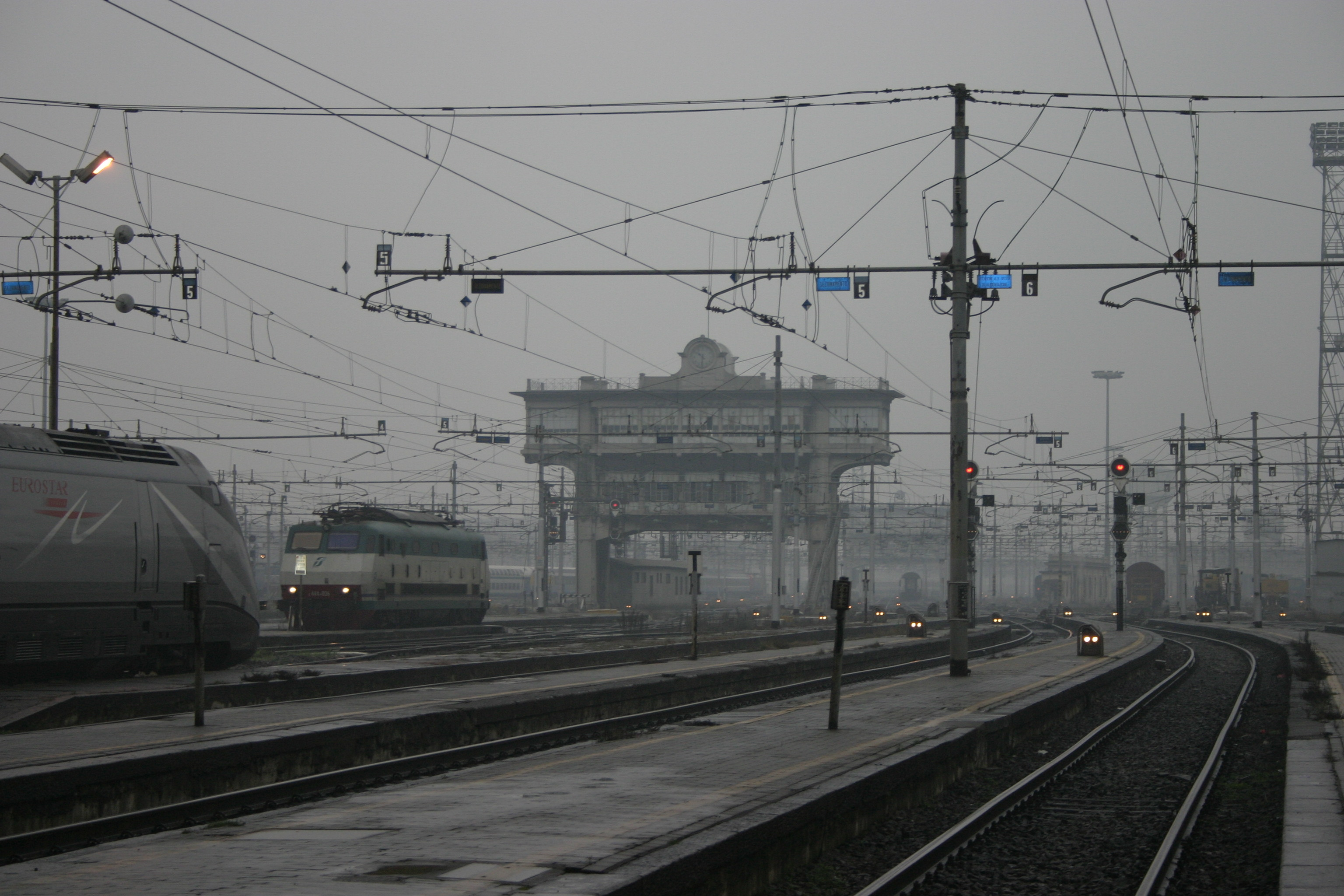
Una delle otto cabine apparati da cui si gestiva il traffico ferroviario fino al 1984
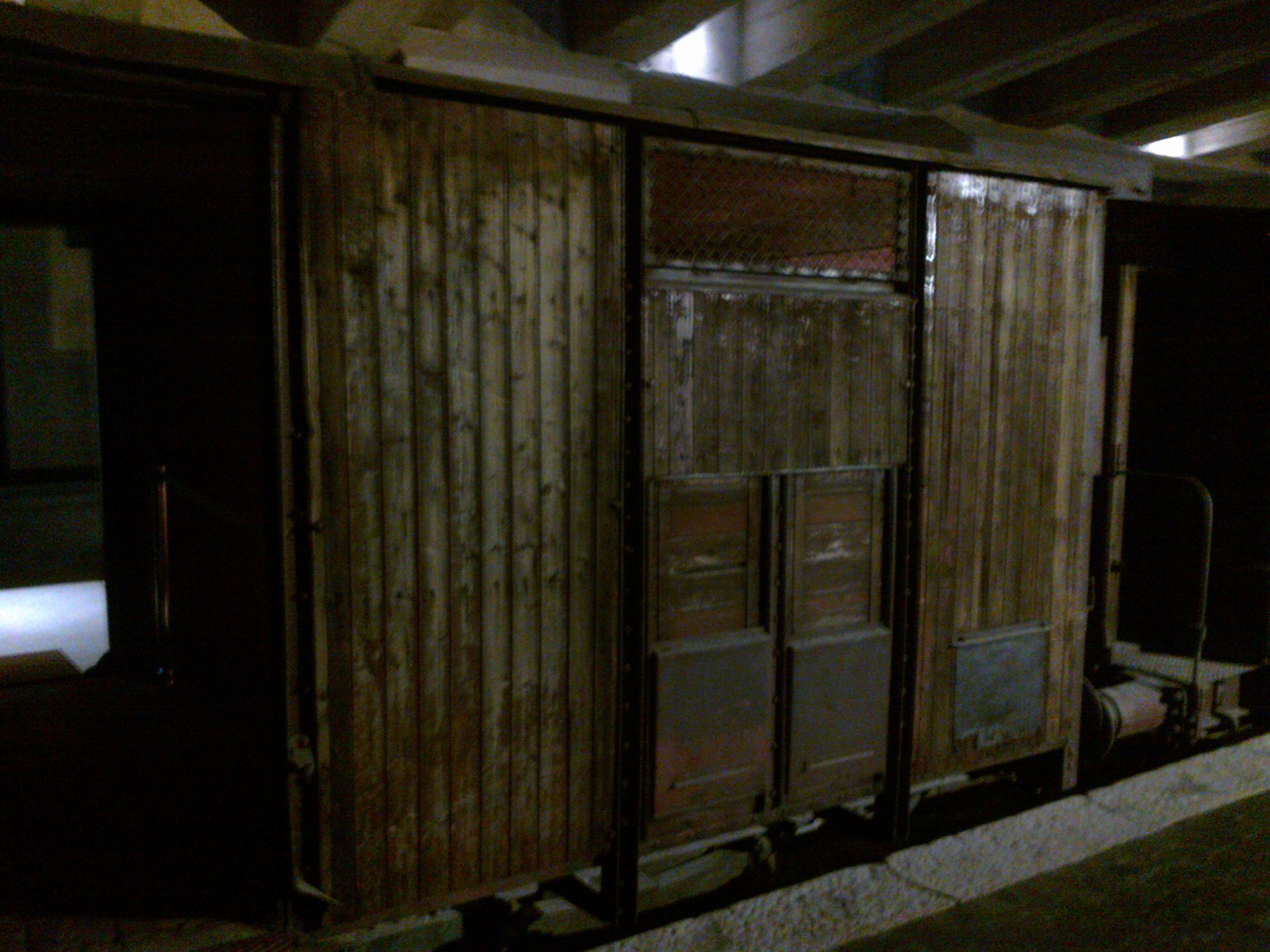
Vagone bestiame collocato nel Memoriale della Shoah sotto il binario 21
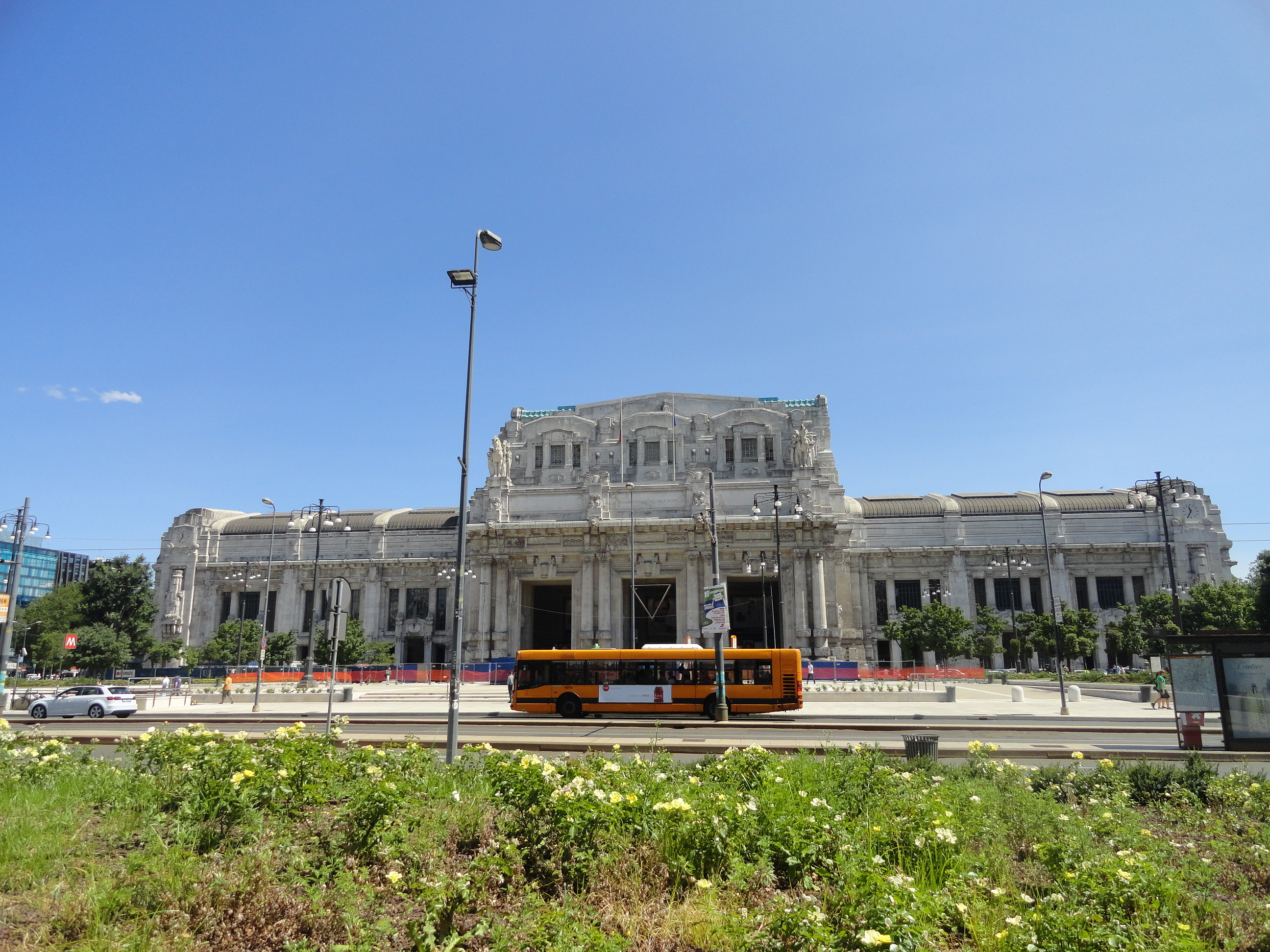
L'ingresso sulla piazza Duca d'Aosta
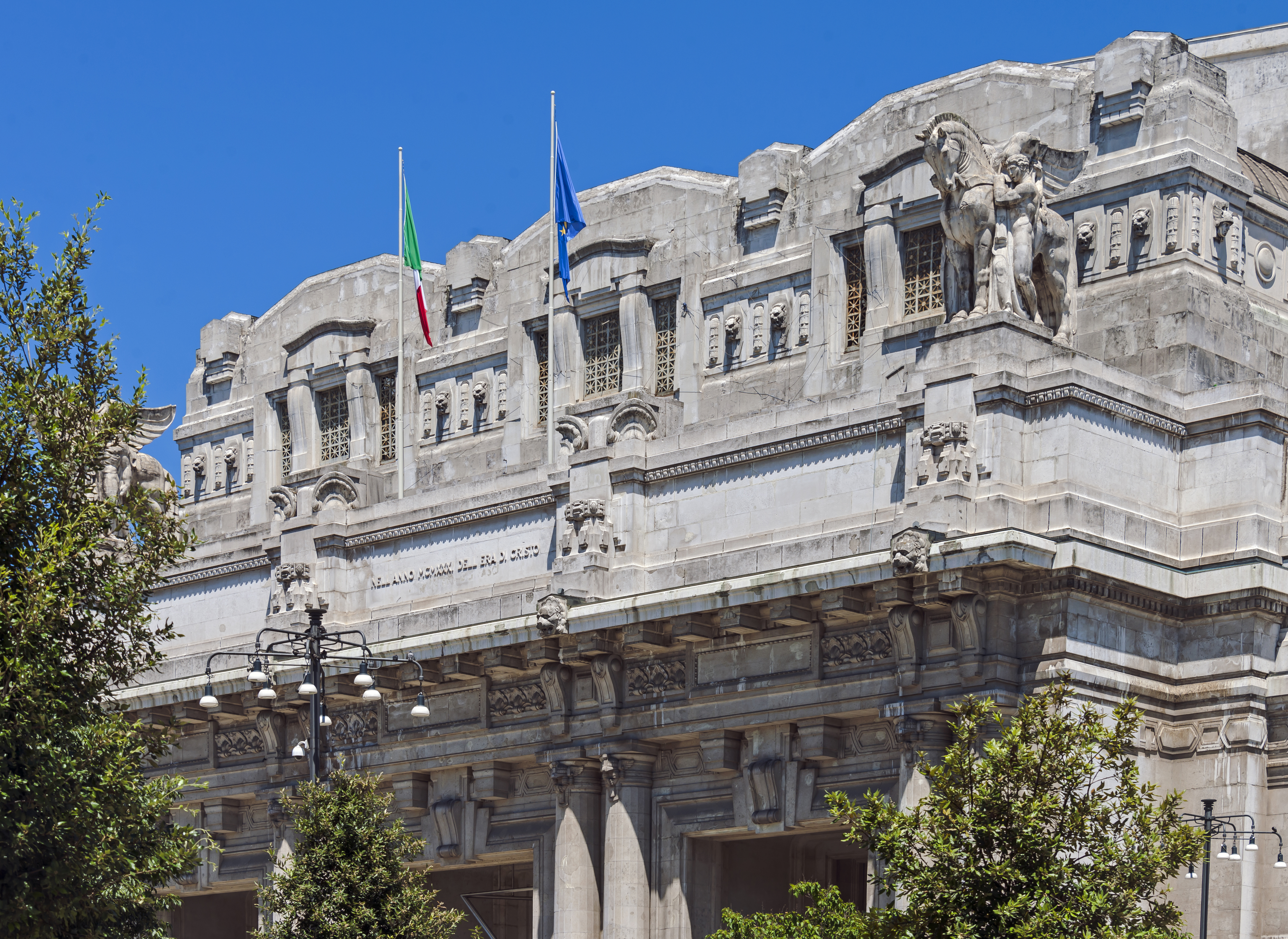
Particolare della sezione centrale
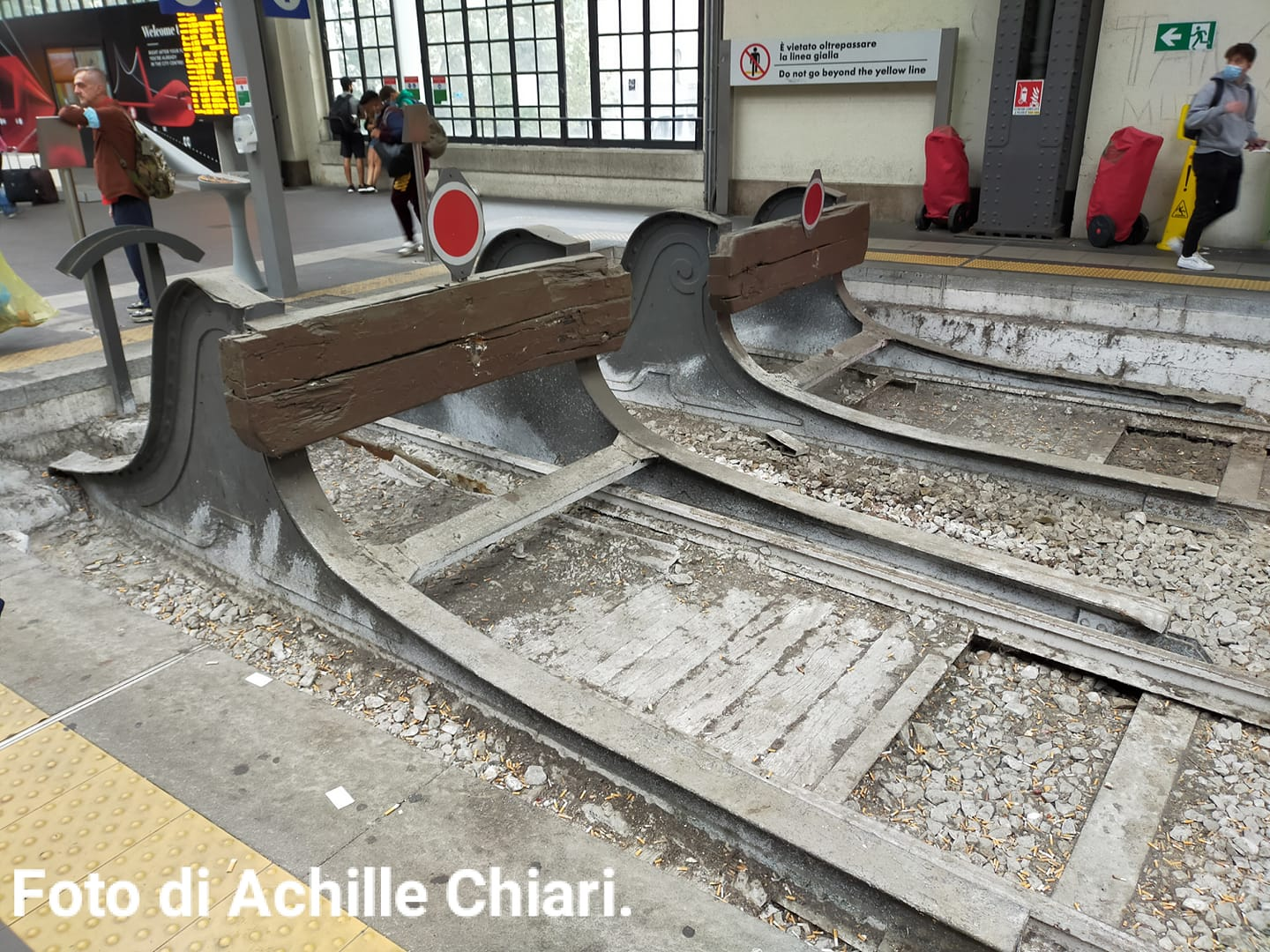
Paraurti tipo Rawie ai binari 1 e 2 della Centrale
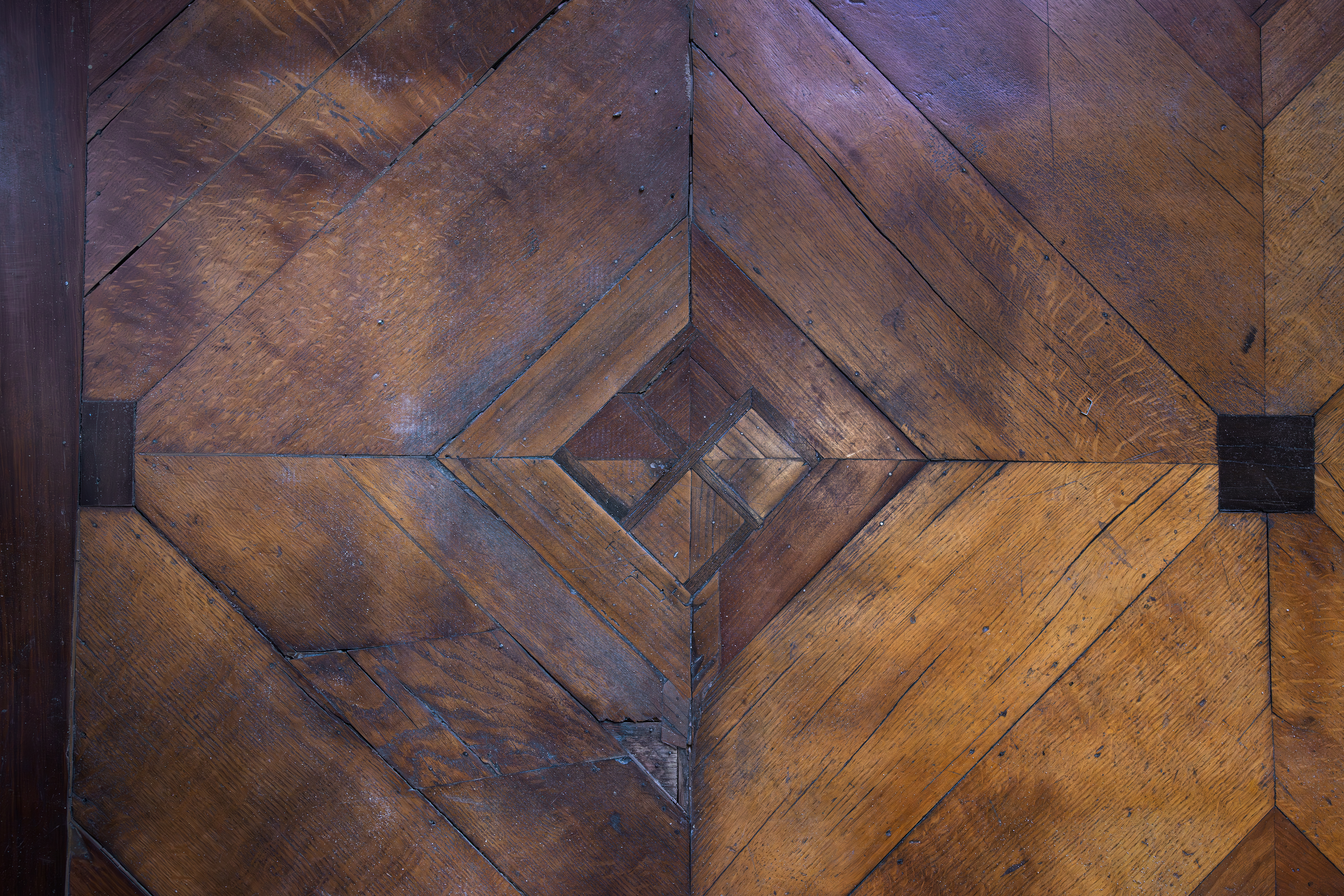
Svastica nel pavimento della Sala Reale della Stazione Centrale di Milano
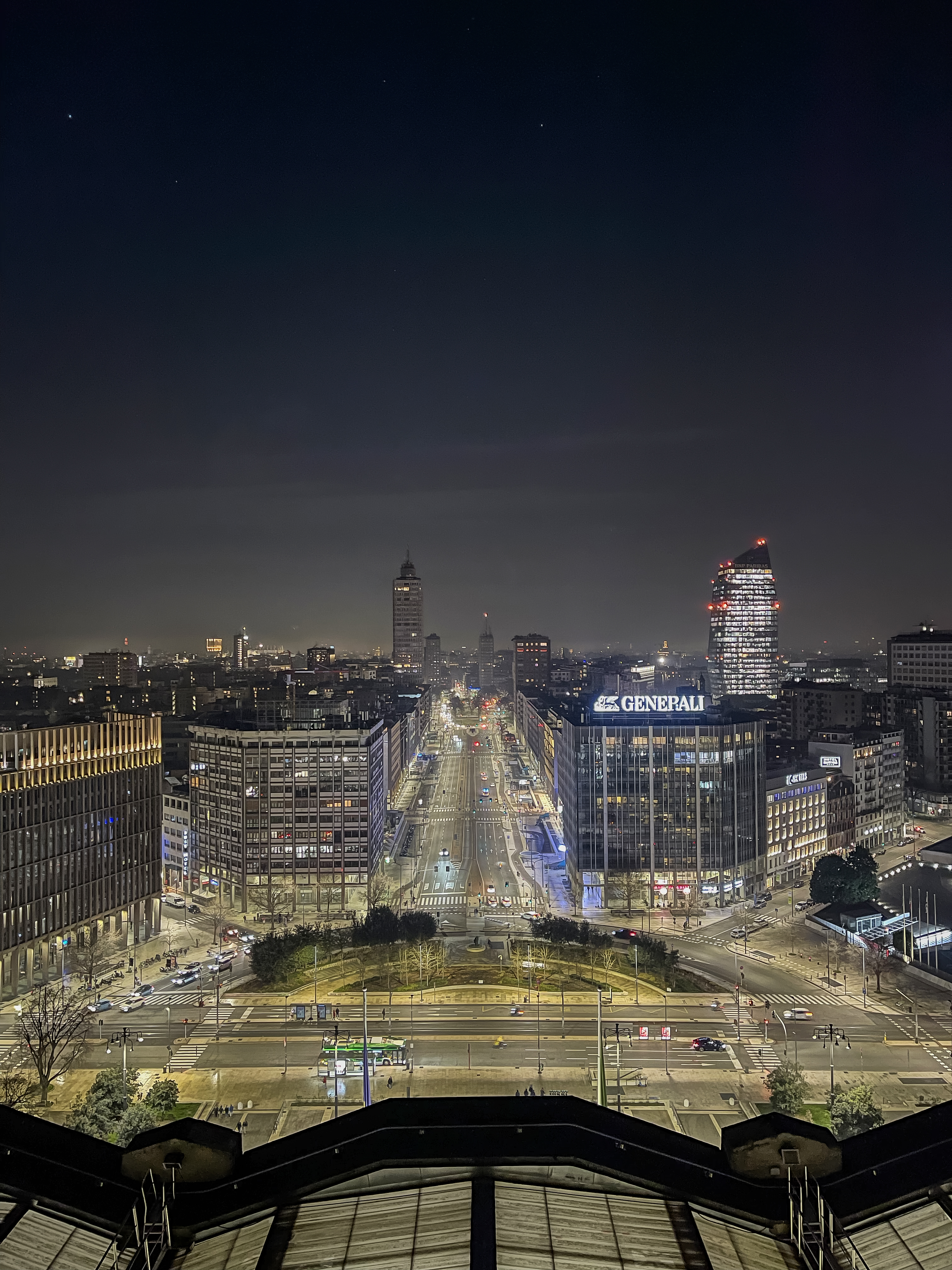
Piazza Duca d'Aosta vista da tetto della Stazione Centrale di Milano

### Fonti
- Cecilio Arpesani, Sulla sistemazione del servizio ferroviario di Milano, in Annuario scientifico ed industriale, Anno XL - 1903, Milano, Fratelli Treves, 1904,  pp. 378-383.
- Cecilio Arpesani, Riordinamento ferroviario di Milano, in Annuario scientifico ed industriale, Anno XLIII - 1906, Milano, Fratelli Treves, 1907,  pp. 381-386.
- Ornella Selvafolta (a cura di O.Selvafolta, A. Castellano), I progetti e la realizzazione della Stazione Centrale di Milano, in "Costruire in Lombardia. Rete e infrastrutture territoriali", Milano, Electa, 1984,  pp. 207-242.
- Massimiliano Finazzer Flory, La Stazione Centrale di Milano - Il viaggio e l'immagine, Milano, Skira Editore, 2005, ISBN 88-7624-607-X.
- Giuseppe De Finetti, Milano: costruzione di una città, Milano, Hoepli, riedizione 2002  [1969], ISBN 88-203-3092-X, SBN TO00941418.
- Cesare Columba, Il cinquantenario del fabbricato viaggiatori della Stazione Centrale di Milano, in Ingegneria Ferroviaria, maggio 1982,  pp. 310-318, SBN LO11486453.
- Gianfranco Angeleri e Cesare Columba, Milano Centrale. Storia di una stazione, Roma, Abete, 1985, SBN RML0041524.
- Giuliana Ricci, Una facciata non un'architettura, in Ezio Godoli e Antonietta Iolanda Lima (a cura di), Architettura ferroviaria in Italia. Novecento, Palermo, Dario Flaccovio Editore, 2004,  pp. 45 e segg., ISBN 88-7758-597-8, SBN UFI0450733.
- "Milano Centrale - Dai tempi del "vapore" all'ETR 500 attraverso 60 anni di storia", in Tutto Treno, n. 56, Duegi Editrice, luglio/agosto 1993, SBN MIL0402873.
- La nuova stazione di Milano, in L'Illustrazione Italiana, Anno LVIII, num. 27, 5 luglio 1931,  pp. 15-40.

### Testi di approfondimento
- Ferrovie Italiane, Il concorso per il fabbricato viaggiatori della nuova stazione di Milano, in Rivista tecnica delle ferrovie italiane, settembre 1912.